# Abadía de Rolduc
La abadía de Rolduc (en neerlandés: abdij Rolduc) es una antigua abadía neerlandesa de fundación medieval erigida en el distrito Kerkraadse de Rolduckerveld,  en la diócesis limburgo neerlandesa de Roermond, cerca de la frontera con Alemania. La abadía jugó un papel importante en la recuperación de esta zona y en la explotación de las primeras minas de carbón. El nombre original era Abdij van Rode o Kloosterrade, derivado del topónimo  «-rode» ('lugar minado'). Muy cerca se encuentra la ciudad de Herzogenrath, capital del Land de 's-Hertogenrade, con el castillo de Rode. En la época francesa, el nombre 's-Hertogenrade fue afrancesado a Rode-le-Duc, que pronto se convirtió en Rolduc. La abadía está situada en la meseta de Kerkrade y domina el valle del Worm (Wormdal).
Desde 1990, la abadía es uno de los 100 mejores sitios del patrimonio neerlandés y desde 2001, el complejo abacial es un Rijksmonument (n.º 513.725). Anteriormente, la iglesia abacial también había sido declarada Rijksmonument (n.º 23.601)

## Historia
Se pueden identificar cinco períodos en la historia de la abadía:
- 1.er Rolduc (1104-1796): abadía
- 2.º Rolduc (1831-1840): seminario menor  en la diócesis de Lieja
- 3.º Rolduc (1843-1946): famoso internado en los Países Bajos y en el extranjero
- 4.º Rolduc (1946-1971): seminario menor en la diócesis de Roermond
- 5.º Rolduc (1970-presente): seminario mayor de la diócesis de Roermond (desde 1974) y centro de conferencias Rolduc.

### Annales RodensesyContinuatio
La historia de la abadía de Rolduc se conoce mejor gracias a los Annales Rodenses, una crónica que abarca el período 1104-1157, escrita poco después del año 1155. Estos anales fueron continuados por el posterior abad Nicolaas Heyendal (1658-1733). Esta Continuatio II comenzó donde terminaron los Annales Rodenses. Heyendal, canónigo de Rolduc y abad desde 1712, produjo una transcripción completa de los antiguos Annales alrededor de 1690, que se cerraron poco después de 1700 y se conocen como Heyendal I. Durante su abaciato, Heyendal produjo una versión mejorada denominada Heyendal II.
En la abadía de Bornheim se encontró un fragmento de una necrología de Rolduc de alrededor de 1400, que estaba incorporado en la cubierta de un libro.

### Historia de la fundación

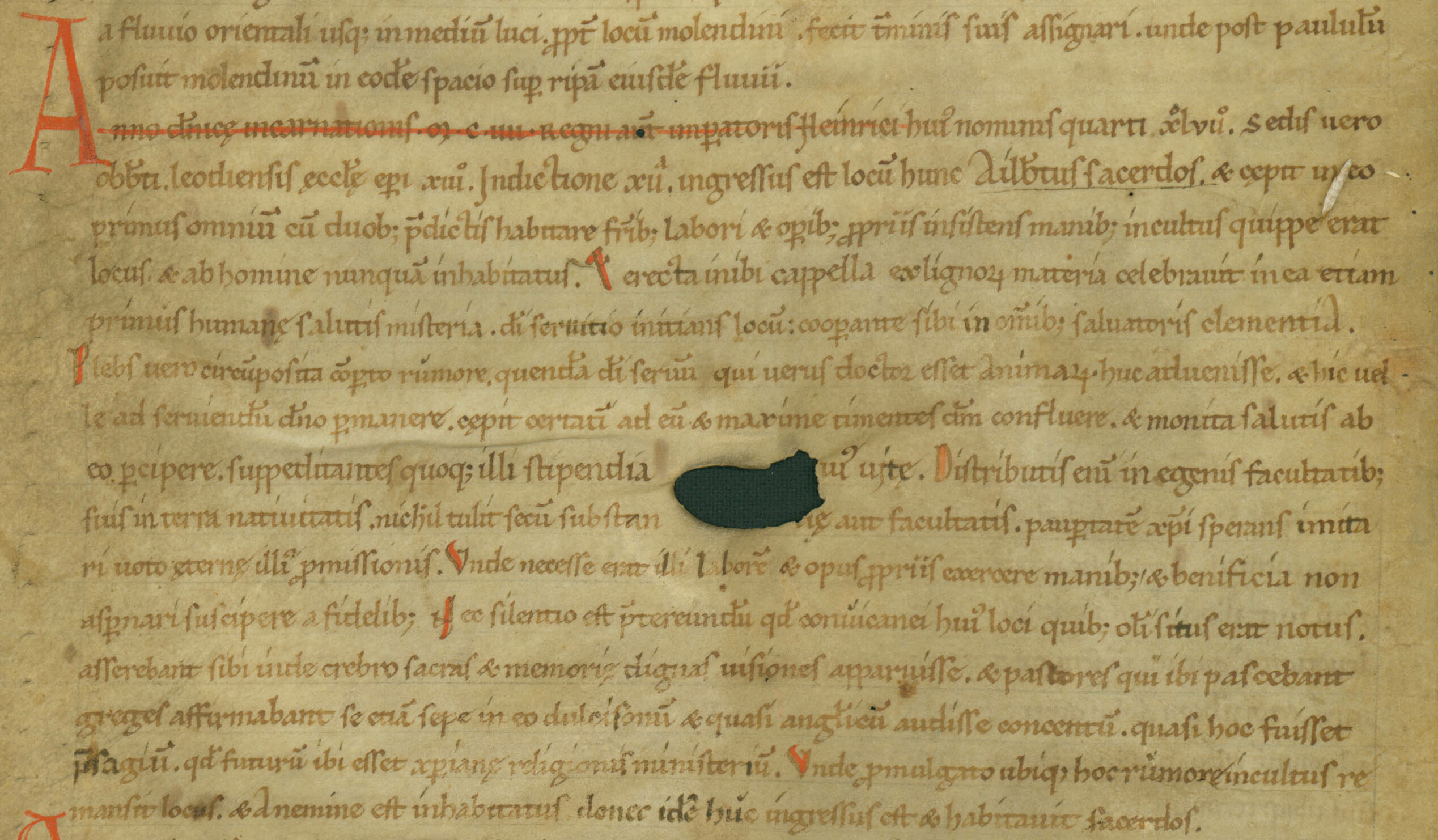
Detalle de los Annales Rodenses que muestra la fundación de la abadía por Ailbertus en 1104

Según la leyenda fundadora de la abadía, el joven clérigo Ailbertus van Antoing decidió abandonar el monasterio de Tournai junto con sus dos hermanos en 1104. Emigraron al país de Rode (Kerkrade-Herzogenrath) y fundaron allí un monasterio en las tierras del conde Adelberto de Saffenberg.
En 1106, Ailbertus, junto con Embrico de Mayschoss, sentaron las bases de la iglesia del monasterio de Rolduc. La cripta de la iglesia se completó en 1108. Después de un desacuerdo sobre la construcción de más añadidos, Ailbertus decidió irse en 1111 y la construcción de la iglesia se detuvo durante casi 20 años. Ailbertus murió en el año 1122 en Sechtem, cerca de Bonn. Después de más de 750 años, en 1895, los huesos que se le atribuyen fueron enterrados en la cripta en un sarcófago ricamente tallado. En 1996 se descubrió que esos huesos consistían en una combinación de tres esqueletos de finales de la Edad Media, por lo que no podían ser los huesos de Ailbertus. En 2005 se inició un proceso que debería conducir a su beatificación.
Después de Ailbertus, Richer (Richard Benignas) del monasterio de Rottenbuch en Baviera se convirtió en abad. Bajo su liderazgo, la iglesia se reconstruyó a partir de 1130. El techo se completó en 1153 bajo el mando del abad Erpo. En 1224, después de una nueva campaña de construcción, la iglesia fue consagrada nuevamente.
Desde 1119, Rolduc fue un monasterio para los señores agustinos, quienes fueron designados canónigos regulares. Varios de los aproximadamente 40 canónigos de Rolduc trabajaban como pastores en trece parroquias, a finales del siglo XVIII en Kerkrade, ciudad de Herzogenrath, Herzogenrath-Afden, Eupen, Baelen, Limburgo, Hendrik-Kapelle, Welkenraedt, Membach, Gulke (Goé), Hückelhoven-Doveren, Bornheim-Hersel en Lommersum. Originalmente la abadía era tanto para hombres como para mujeres, pero pronto se fundaron varios monasterios secundarios para mujeres, entre ellos cerca de la iglesia del pueblo de Kerkrade (1125-ca. 1140), el monasterio de Marienthal en el valle del Ahr (1137-794), el priorato de Scharn cerca de Maastricht (1145-1246), un monasterio de mujeres en Hooidonk (1146-1650) y finalmente el monasterio de Sinnich (1243-1796). Esta última fundación puso fin definitivamente a la presencia de mujeres en Rolduc. Las hermanas de Scharn también fueron trasladadas a Sinnich. En Frisia, la abadía tuvo gran influencia en varios monasterios, como el decanato de Ludingakerke en Midlum y el resultante priorato de Mariënberg en Anjum y los monasterios dobles de Bergum y Haskerdijken. Estos monasterios pasaron a Windesheim en el siglo XV, lo que provocó que Rolduc perdiera su influencia aquí. A lo largo de los siglos, el monasterio mantuvo estrechas relaciones con monasterios hermanos, incluido el mencionado Rottenbuch y el monasterio de Springiersbach. También se mantuvieron relaciones con otras comunidades monásticas, como por ejemplo con la Congregación de Windesheim y con los norbertinos.

### Desarrollo monástico posterior

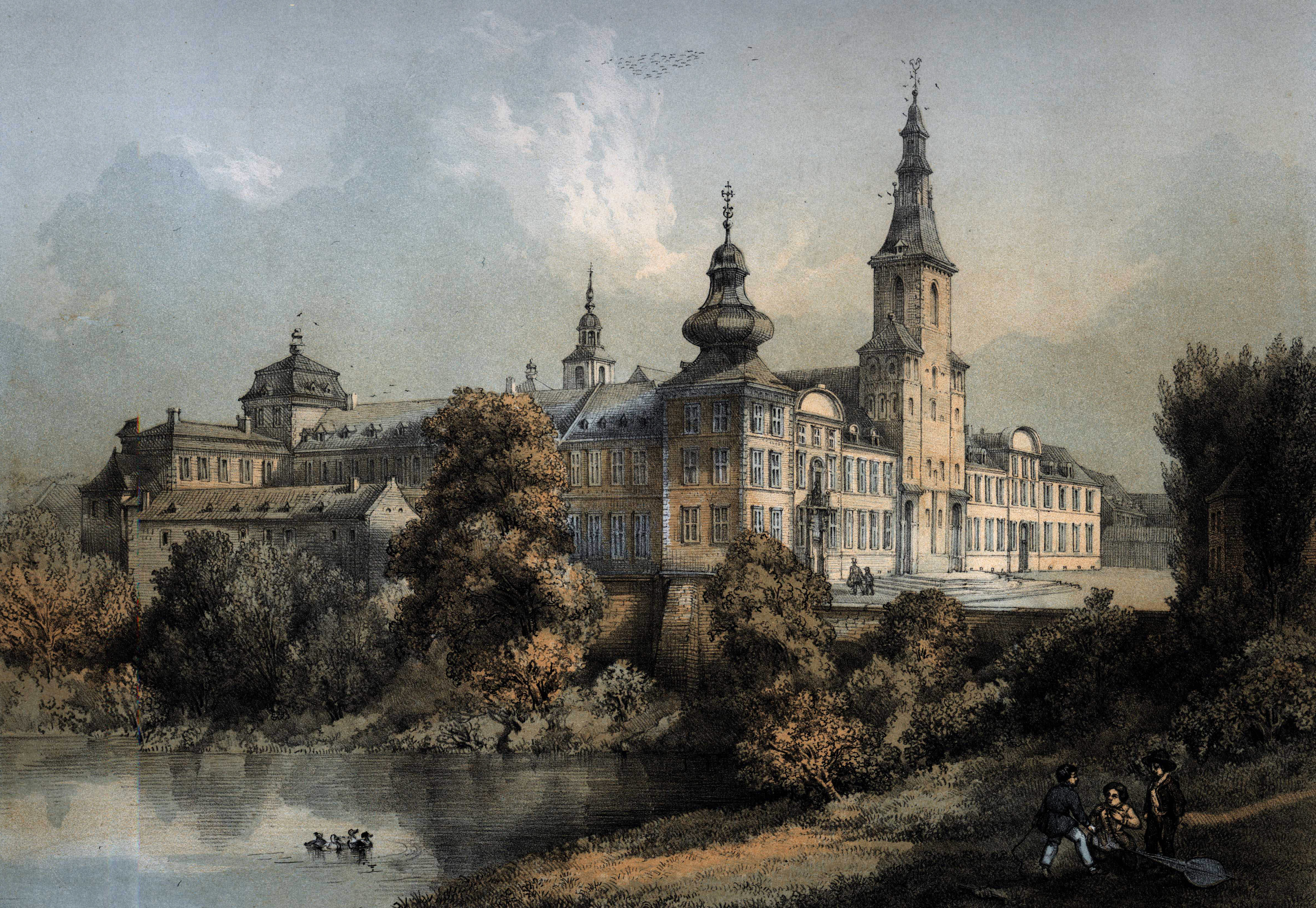
El complejo de la abadía en una litografía en color de Alexander Schaepkens de ca. 1850

La abadía también tuvo influencia política: desde 1598 el abad de Rolduc ocupaba cargos en los estados de Limburgo y Overmaas. La abadía ha sobrevivido a numerosos ataques e incendios a lo largo de su historia. Su supervivencia en el turbulento período del siglo XVII se debió en parte a los abades Winandus Lamberti (1650-1664), Petrus Melchioris van der Steghe (1667-1682) y Johannes Bock (1683-1712), quienes reformaron la abadía e intentaron restaurar la vida religiosa. Nicolaas Heyendal, investigador y autor de los Annales Rodenses, se convirtió en abad en 1712 durante un período turbulento en el que el jansenismo tuvo una gran influencia en Rolduc.
También se construyó mucho durante este período. Por ejemplo, Van der Steghe hizo edificar entre 1671 y 1676 el ala oeste y la torre de agua con aguja y reloj de sol. En el siglo XVIII también se renovaron el resto de los edificios medievales de la abadía (excepto la iglesia). En 1753, en el lado este de la abadía se construyó el ala Fabritius o Moretti, que alberga la biblioteca rococó, diseñada por el maestro de obras de Aquisgrán Joseph Moretti. La biblioteca contiene, entre otras cosas, el Catalogus Librorum de 1230, que contiene ciento cuarenta valiosas obras teológicas y ochenta y seis obras filosóficas y clásicas que alguna vez estuvieron en posesión de la abadía.
A partir de 1742, la abadía comenzó a extraer carbón de forma independiente bajo el gobierno del abad Rauschaw (1733-1745). En 1766, la emperatriz María Teresa I de Austria otorgó a la abadía una concesión para extraer también carbón de las vías públicas y de los terrenos municipales. Un enfoque profesional de la minería en el siglo XVIII resultó en ingresos rentables.
El último abad de Rolduc, Petrus Joseph Chaineux, participó en la Revolución de Brabante contra el emperador José II. Asistió a la reunión fundacional de los Estados Belgas Unidos el 11 de enero de 1790 en Bruselas y convenció a los estados de Limburgo para que se unieran a la secesión el 8 de marzo. Los austriacos recuperaron la autoridad en julio sin repercusiones para el abad.

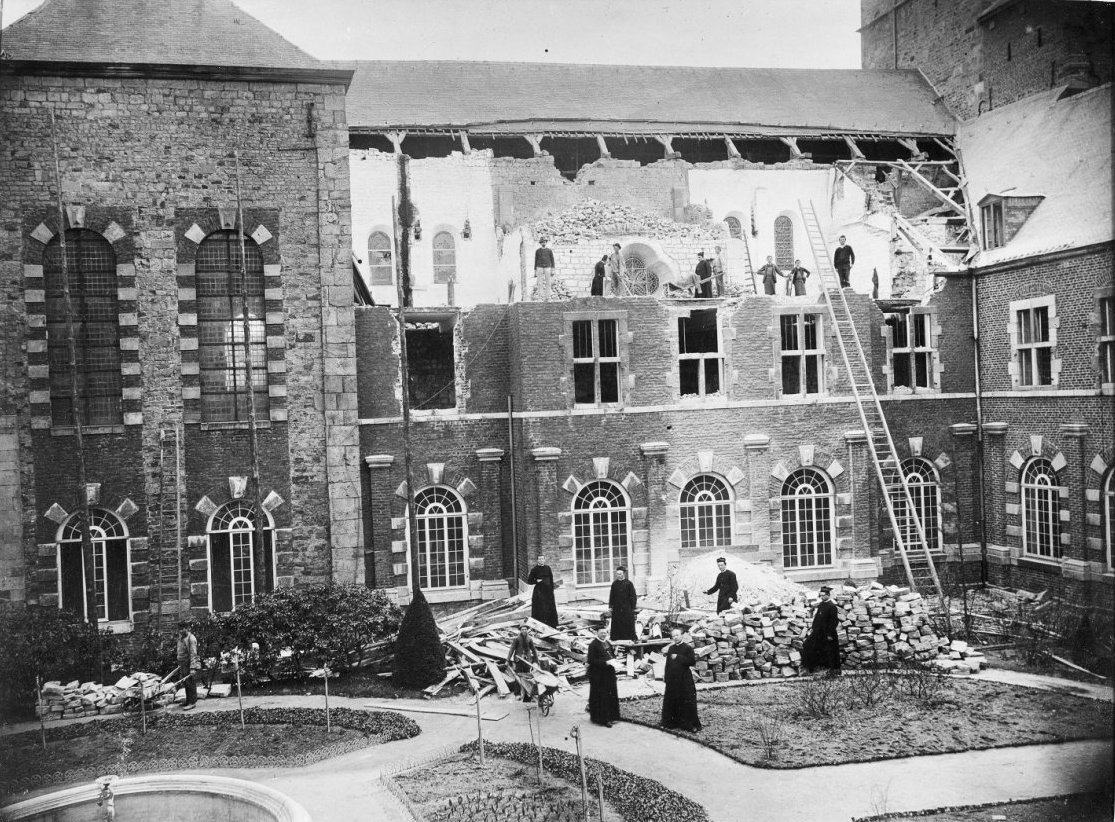
Sacerdotes o estudiantes de sacerdotes ayudan en la restauración de la iglesia, ca 1900

### Cierre de la abadía, nuevos usos
En 1796 la abadía fue cerrada por los franceses. Los monjes se vieron obligados a abandonar Rolduc y los edificios permanecieron vacíos durante 35 años. Las actividades mineras se transfirieron a la Mina Domaniale. Entre 1831 y 1840 Rolduc fue seminario menor de la diócesis de Lieja. En 1843 se convirtió en un internado para niños de los "mejores" círculos católicos romanos. Muchos católicos influyentes, entre ellos Lodewijk van Deyssel, Willem Hubert Nolens, Joseph Cuypers, Lambertus Gussenhoven y Alphons Ariëns, pero también el teósofo y librepensador  Mathieu Schoenmaekers, eran rolducienses. Lodewijk van Deyssel, seudónimo de Karel JL Alberdingk Thijm (1864-1952), escribió el libro De kleine republiek  [La pequeña república] sobre su estancia en un internado hacia 1875.
Entre 1882 y 1906/1907, el entonces renombrado fotógrafo francés Jules David realizó cinco o seis álbumes de fotografías para el internado de niños de Rolduc. Los álbumes, encuadernados en cuero rojo con estampados dorados, contienen no sólo fotografías de grupo y de clase, sino también retratos individuales (incluido el de Willem Everts, director de 1868 a 1893) y fotografías de arquitectura.

Fotografías de Jules David
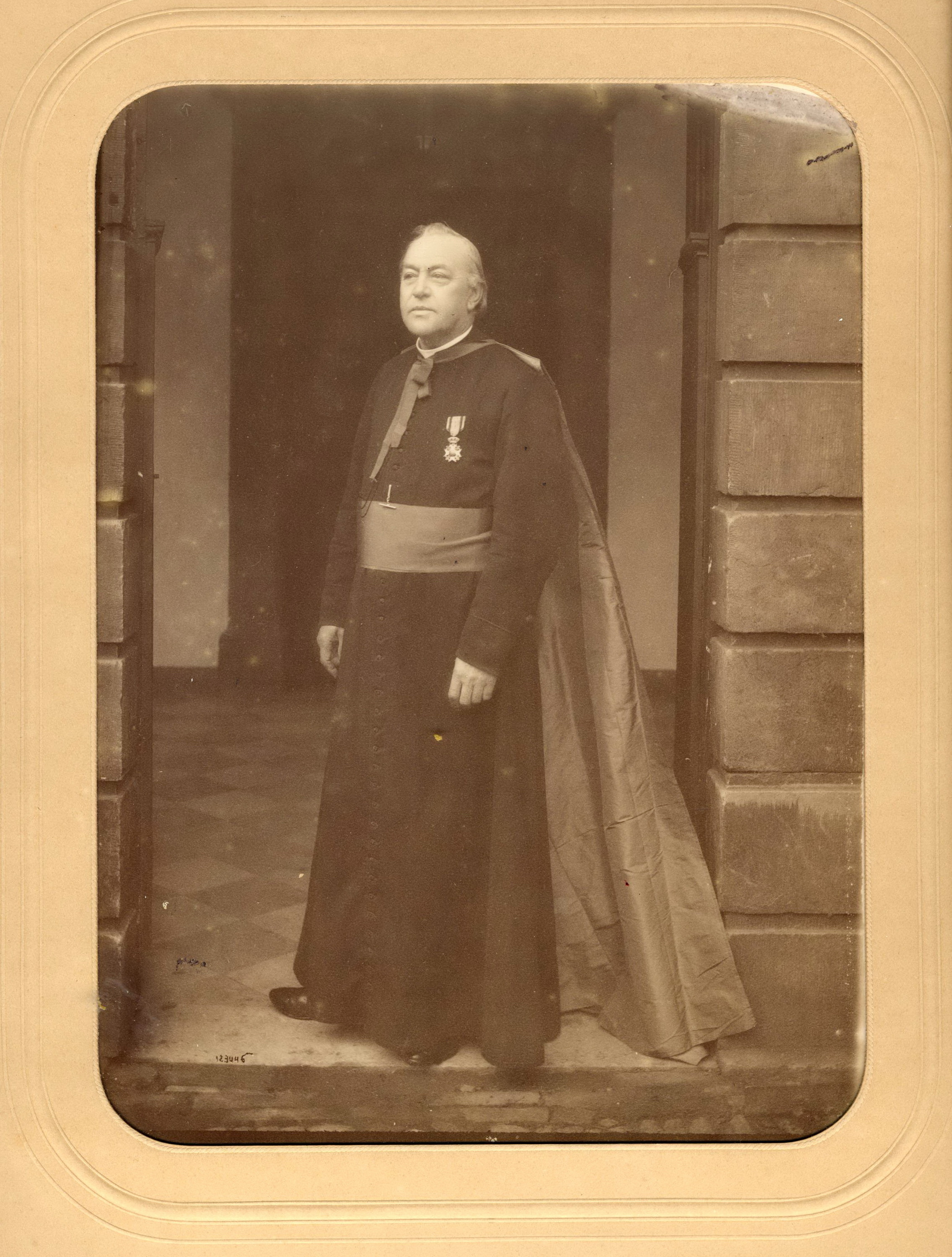
Willem Everts (1891)
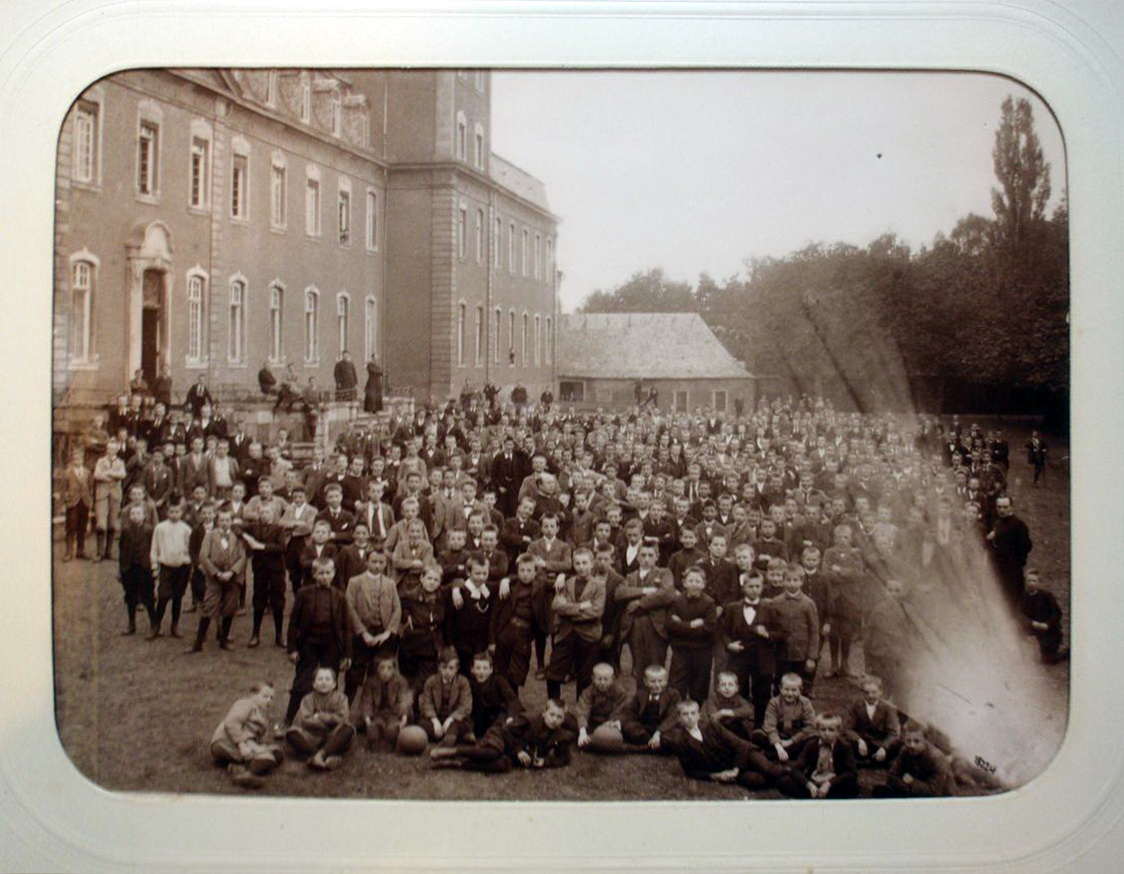
Foto de grupo (1897)
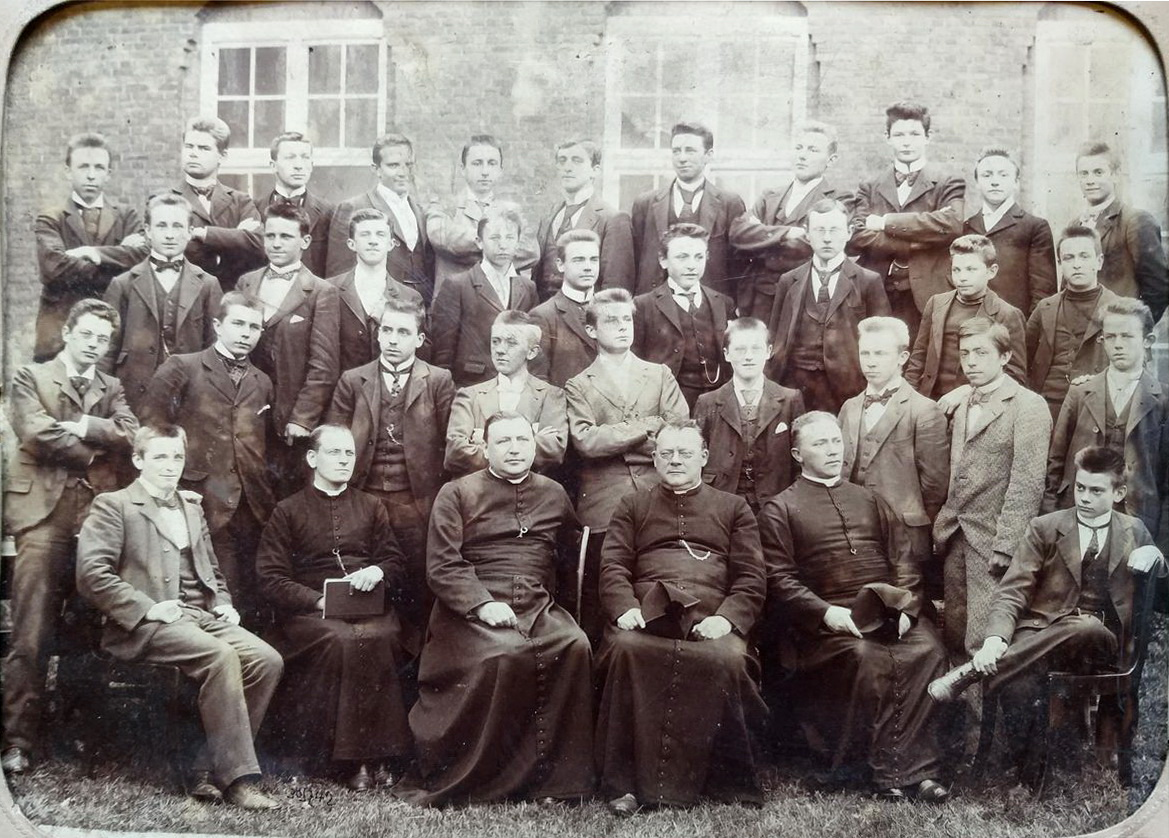
Foto de grupo (1901)
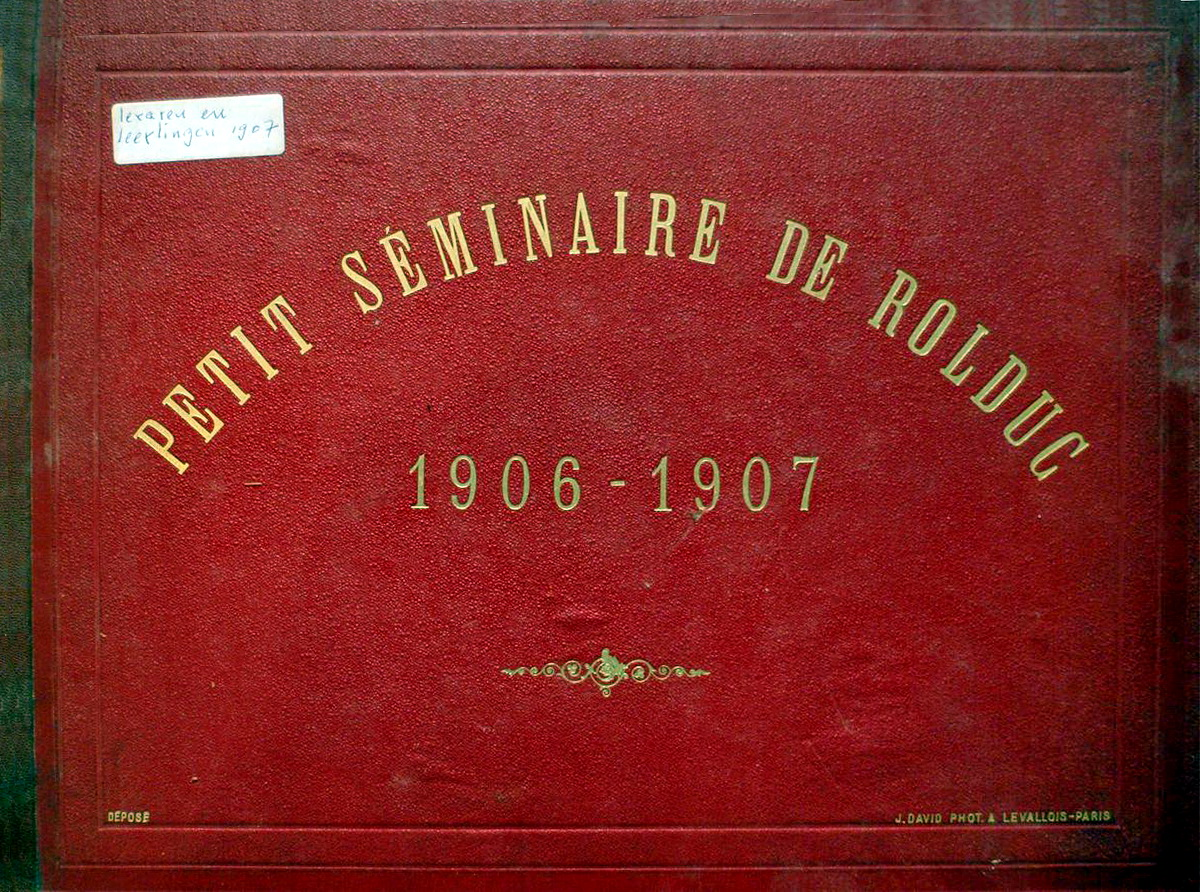
Albúm (1906/1907)

En 1946, Rolduc volvió a ser seminario menor, esta vez para la diócesis de Roermond. Después de la restauración de los edificios, Rolduc se inauguró en 1970 como centro de educación, conferencias y eventos culturales. De 1974 a 1995, el complejo de la abadía albergó la colección minera del museo regional del castillo de Erenstein. En 1995 la colección se trasladó a la Industrion. Hasta 2011, en las dependencias también estaba ubicado el College Rolduc, parte de la comunidad escolar de Charlemagne College. Algunos de los edificios se utilizan actualmente como hotel. El centro de conferencias tiene capacidad para 300 invitados. Además, el Seminario Mayor de Rolduc ocupa parte del complejo de la abadía.

### Seminario Mayor Rolduc

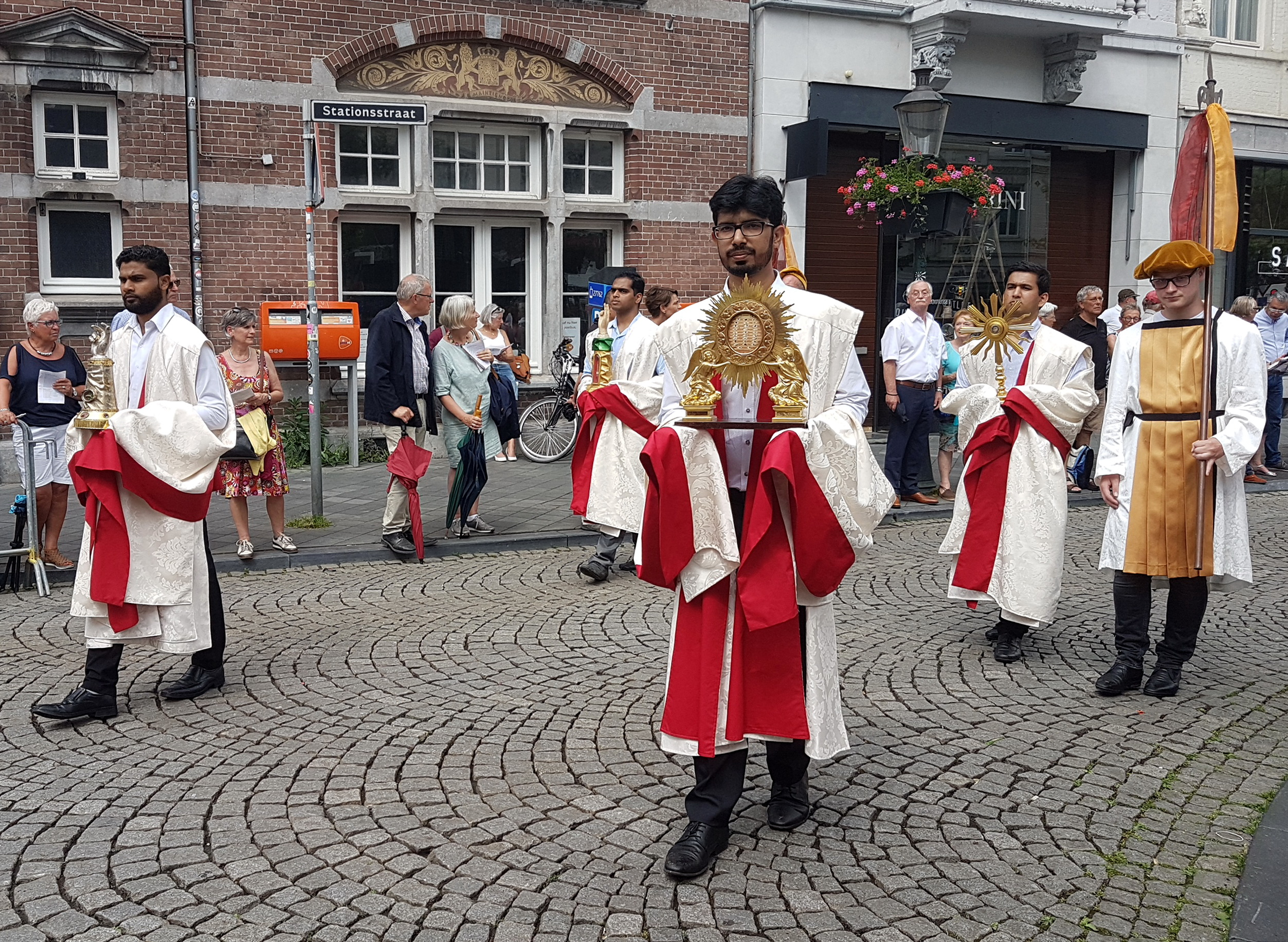
Seminaristas de Rolduc en el Heiligdomsvaart de Maastricht (2018)

Desde 1974 se encuentra aquí el seminario mayor de la diócesis de Roermond. El seminario había sido organizado recientemente con el apoyo del papa Pablo VI por mons. Joannes Gijsen. Fue el primer seminario mayor de los Países Bajos creado según las directrices del Concilio Vaticano II (los decretos Optatam totius y Presbyterorum Ordinis)). El seminario comenzó en 1973 con diez estudiantes de sacerdotes que vivían juntos en una casa de reclusión. Los padres jesuitas H. van der Meer S.J. en Piet Penning de Vries S.J. estuvieron involucrados con el seminario desde su fundación, como rector y director espiritual respectivamente. El conocido teólogo Joseph Ratzinger (más tarde papa Benedicto XVI) asesoraba periódicamente al personal del seminario. Mons. Gijsen invitó a algunas hermanas de las Hermanitas de San José a trabajar en el seminario.
Teólogos de renombre (muchos de ellos implicados en la revista Communio) llegaron a dar conferencias durante la semana de estudio anual. Al visitar Roma en el Año Santo de 1975, se hizo evidente el apoyo que el seminario contaba por parte de la Santa Sede, entre otras cosas, por las audiencias con el citado teólogo Ratzinger, así como con el Padre General de los Jesuitas Pedro Arrupe, y su destacada posición. en el escenario de la sala Nervi durante la audiencia papal del miércoles (en la que se presentó una edición facsímil de los Annales Rodenses). En la década de 1980, el seminario fue objeto de varios escándalos sexuales. En 1985 había más de 80 estudiantes sacerdotales. Después del año 2000, había principalmente seminaristas de la India y Filipinas, entre otros, así como seminaristas mayores del Camino Neocatecumenal. El seminario mayor había formado alrededor de 300 sacerdotes para su 40.º aniversario en 2014, entre ellos seis obispos y un cardenal.

## Descripción de la iglesia y del monasterio

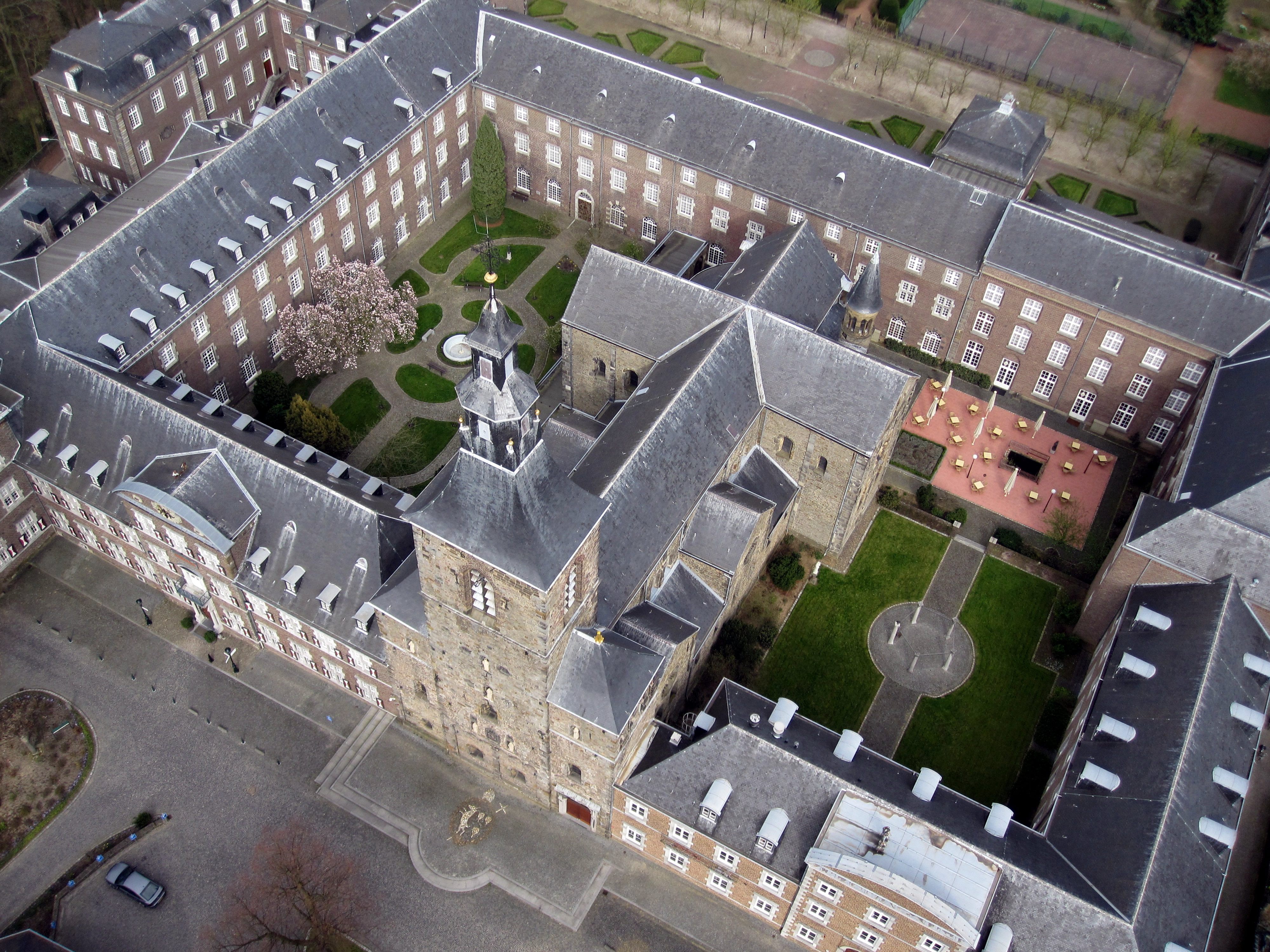
Vista aérea de las alas de la iglesia y el monasterio

### Iglesia abacial

#### Construcción de la iglesia

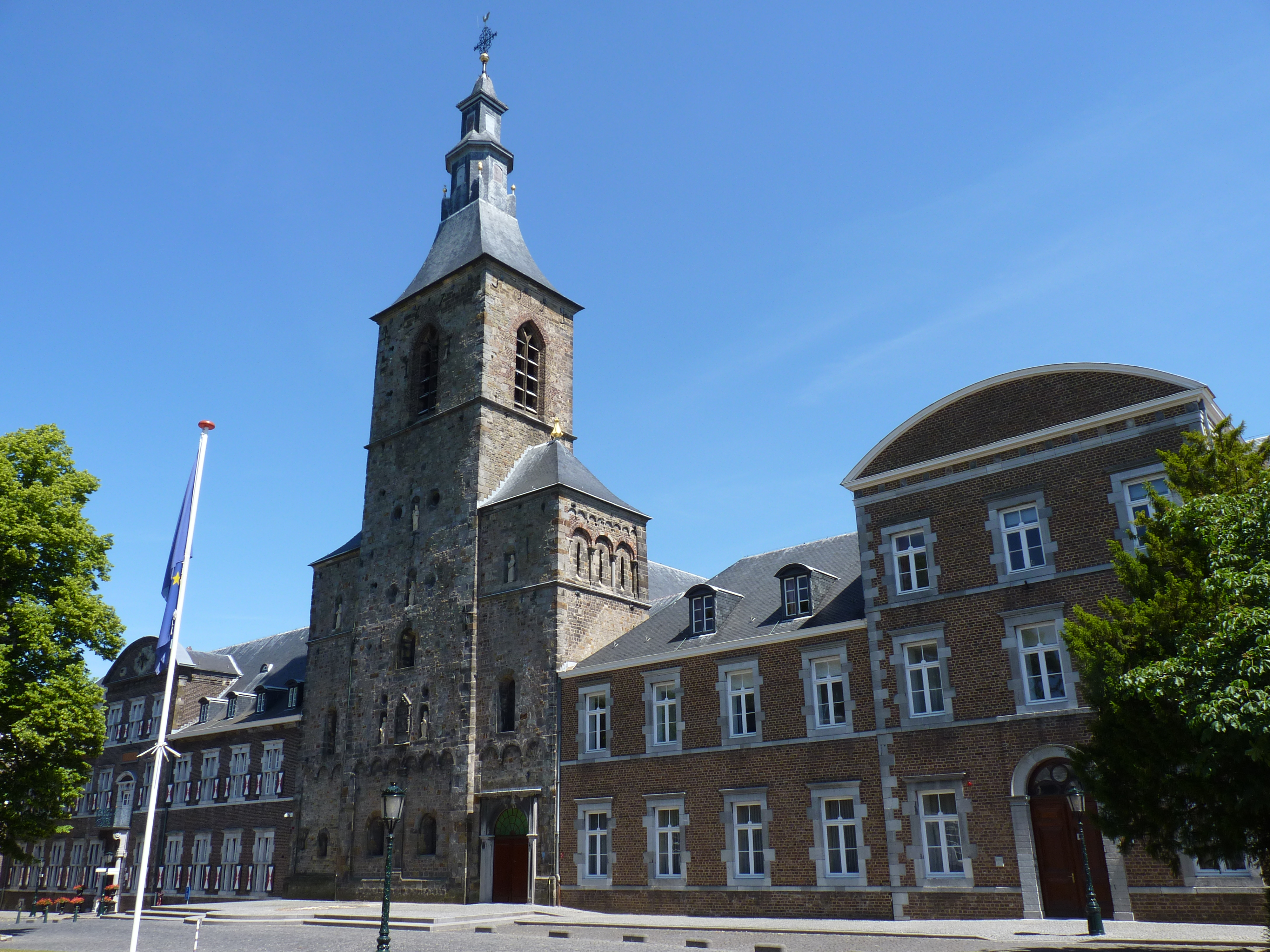
Iglesia abacial, con el Westwerk y edificios abaciales adyacentes

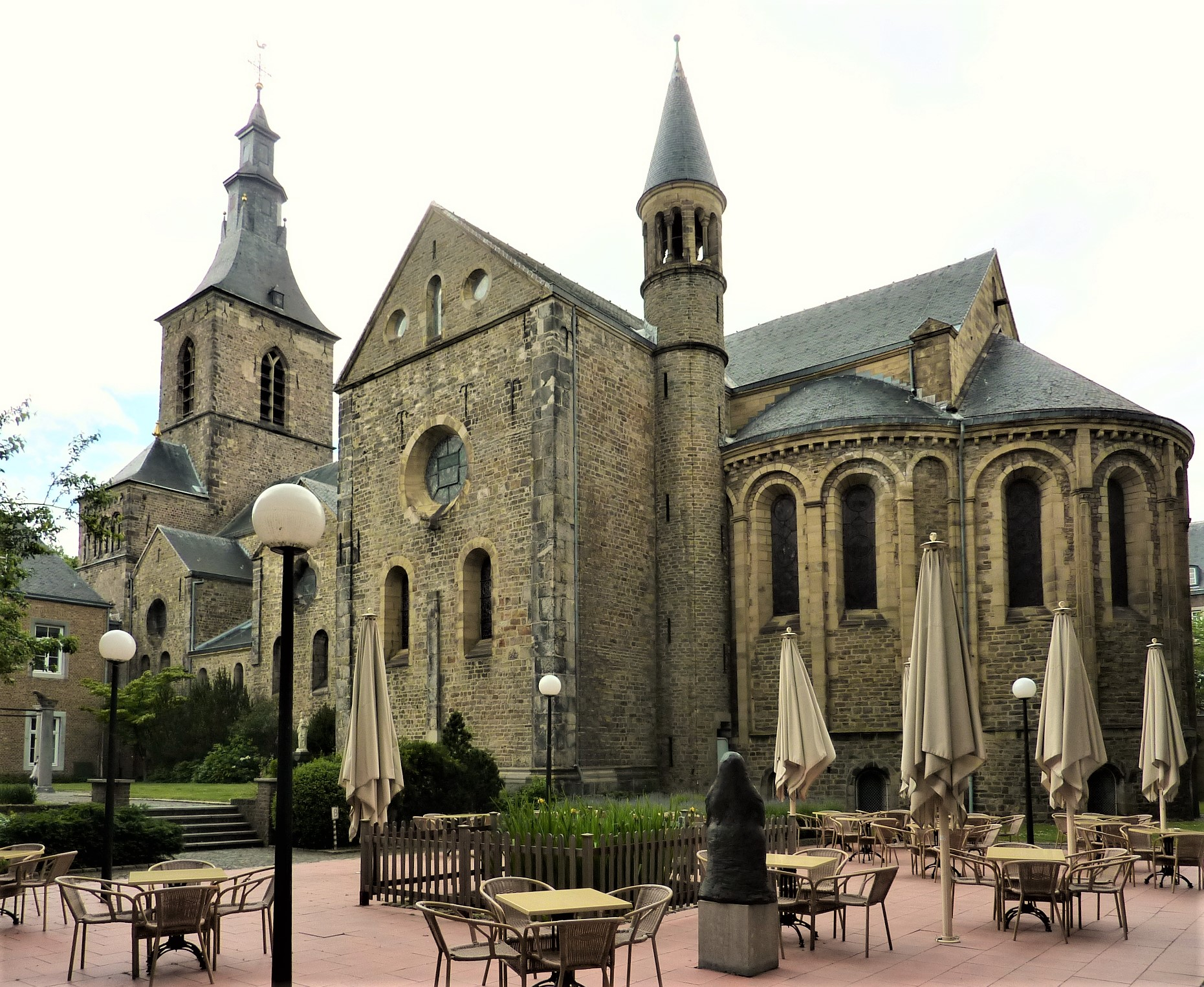
Ábside de la iglesia abacial

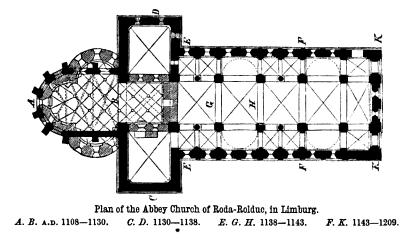
Planta de la iglesia abacial

La iglesia actual data en gran medida de la primera época de la abadía y originalmente estaba dedicada a Nuestra Señora y San Arcángel Gabriel. La cripta se inauguró en 1108, pero su construcción se detuvo durante casi 20 años a partir de 1111 debido a un conflicto entre el fundador del monasterio, Ailbertus van Antoing, y el primer abad, Richerus de Reitenbach. A partir de 1130 la construcción volvió a avanzar y sobre la cripta se construyeron el coro, la nave y quizás también parte del westwerk y la torre. En 1138 se pudo abovedar el crucero. Bajo el abad Erpo, la iglesia comenzó a ampliarse hacia el oeste con tres tramos en 1143 y el techo se completó en 1153. La construcción occidental data en gran parte de la segunda mitad del siglo XII. A principios del siglo XIII, la cripta se amplió hacia el oeste, tras lo cual la iglesia fue reconsagrada en 1224.
Toda la campaña de construcción se llevó a cabo, según los Annales, «scemate longobardino» (en estilo lombardo). La historiadora de arte neerlandesa  Elizabeth den Hartog ha observado sorprendentes paralelismos entre Rolduc y algunas iglesias del norte de Italia, entre otras. Por ejemplo, existe una gran similitud entre una basa con una sirena en la nave lateral sur de Rolduc y un capitel en Tremezzo. Otra basa de Rolducs muestra grifos mordiendo las colas de dragones; un tema que también se encuentra en la xasílica de San Fidel en Como y en la basílica de San Ambrosio en Milán. Una tercera basa muestra dos leones de cuellos muy largos, que también se pueden ver en la basílica de San Miguel en Pavía. Es difícil encontrar paralelos entre los capiteles figurativos de la cripta de Rolduc, pero las basas, con dos leones, un basilisco y un animal con pezuñas, también se basan claramente en ejemplos italianos. Según Den Hartog, no es imposible que obreros italianos, como en la catedral de Espira, ayudaran a construir la iglesia de Rolduc.
En 1574 (o 1580) la iglesia sufrió daños por incendio y en 1586 se completó la nueva estructura del techo de la nave. En 1624 se volvió a realizar una importante restauración. En esta época también se construyó la parte superior de la torre. La aguja con linterna se completó en 1668.

##### Reutilización y restauraciones

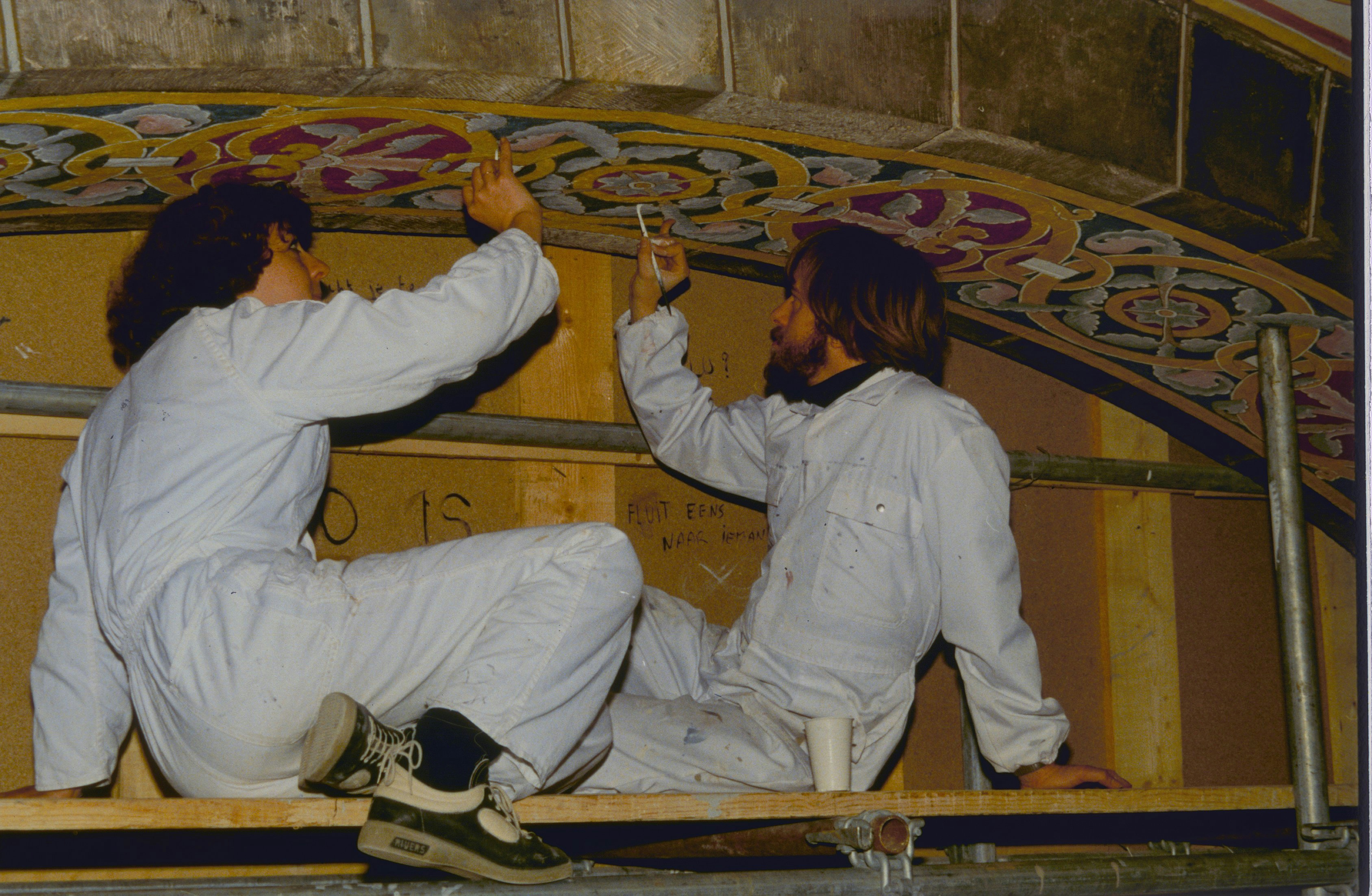
Trabajos de restauración (1980)

La abadía fue cerrada en 1797, después de lo cual la iglesia sirvió sucesivamente como iglesia seminarista del seminario menor de la diócesis de Lieja (1831-1840), iglesia de internado (1843-1946) y luego nuevamente como iglesia seminarista del seminario menor (1946-1971) y seminario mayor de la diócesis de Roermond (1974-actualidad).
En 1853 y de 1891 a 1902, la iglesia fue restaurada en profundidad bajo la dirección del famoso arquitecto de Roermond, Pierre Cuypers. Durante la segunda restauración, el coro gótico tardío fue demolido y sustituido por una reconstrucción del coro románico original. Un claustro neorrománico de 1896 también conecta el ala de los Abades con el ala Moretti, detrás de la nave lateral sur de la iglesia. Todo el interior estaba decorado con pinturas murales y de bóveda de alrededor de 1900 realizadas por el canónigo de Aquisgrán M. Goebels.
En 1931-1932 se llevó a cabo una restauración del edificio oeste y de las bóvedas. Estos fueron devastados por los daños de las minas. En 1962 se restauró nuevamente la torre y a finales de los 1970 y principios de los 1980 se restauró el interior de la iglesia y la cripta. La iglesia abacial es rijksmonument desde 1967.

#### Descripción de la iglesia

##### Exterior de la iglesia y claustro
La iglesia abacial románica  es una iglesia orientada de planta basílical en cruz y consta de una nave central y dos naves laterales con  alzado basilical, un transepto, dos pseudotranseptos, un coro redondo cerrado en forma de trébol y una cripta. El westwerk es alta con una torre central rectangular, que lleva una aguja barroca con una linterna. Tanto el coro como el claustro son neorrománicos.

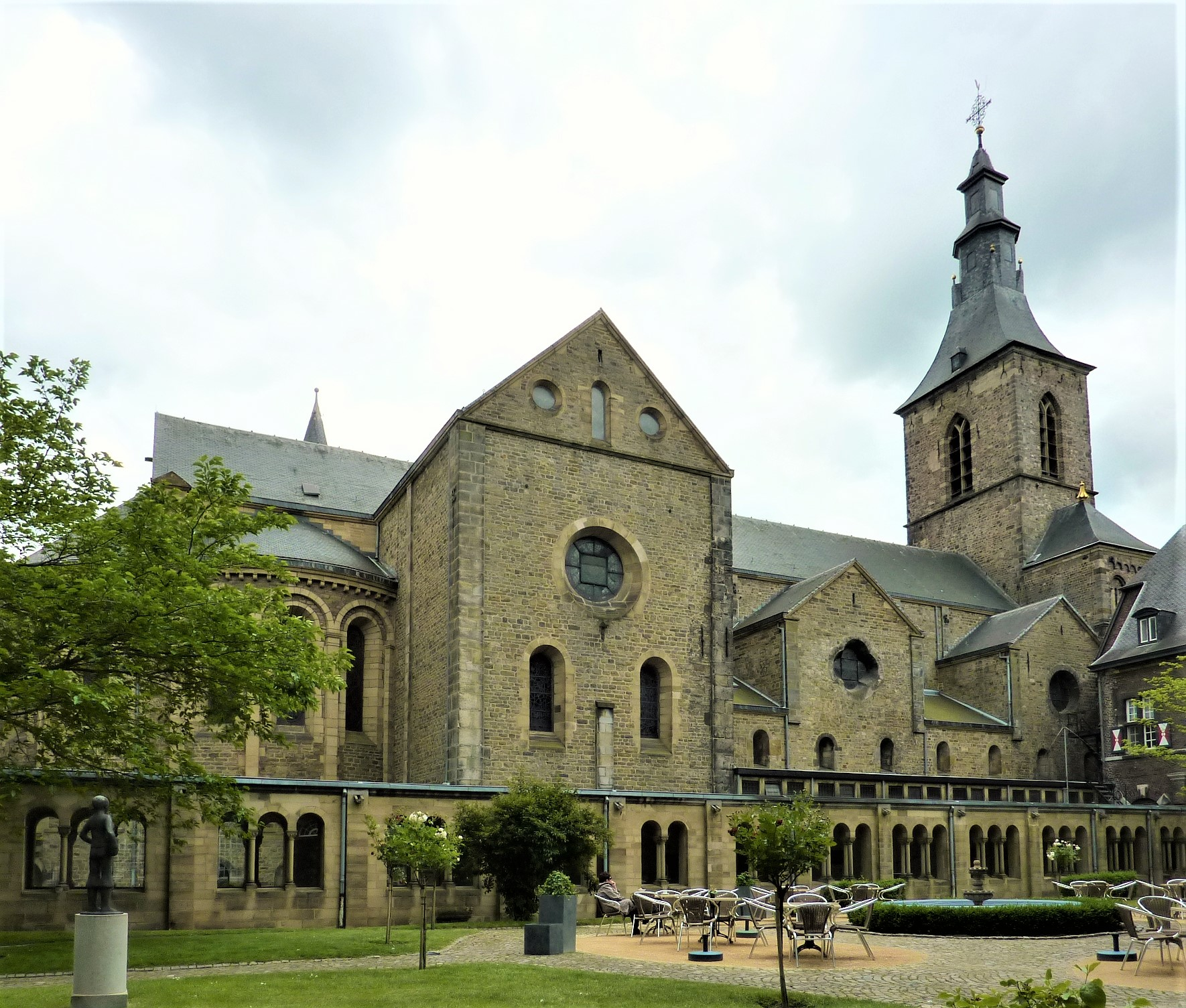
Iglesia desde el sureste
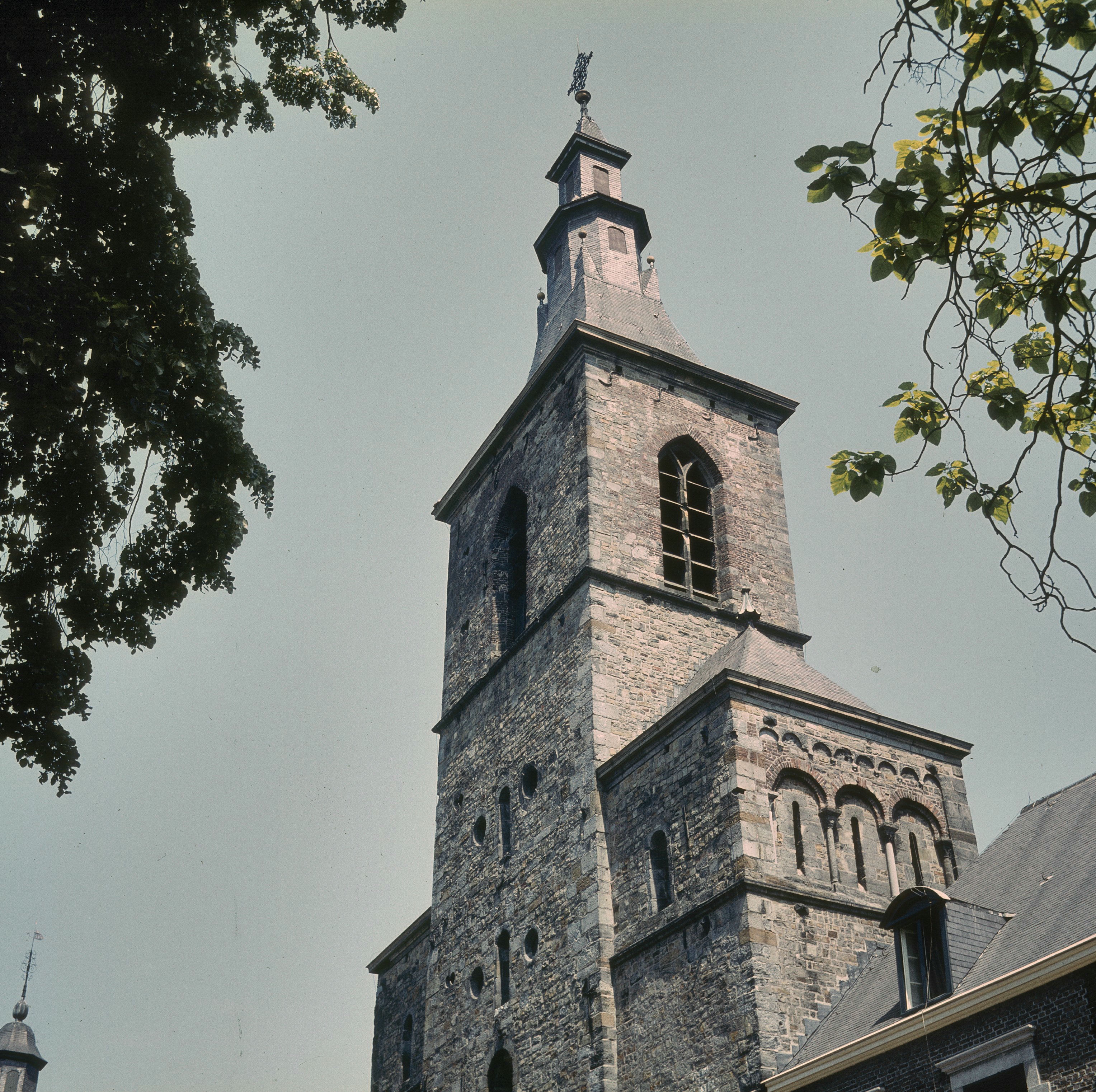
Westwork y torre
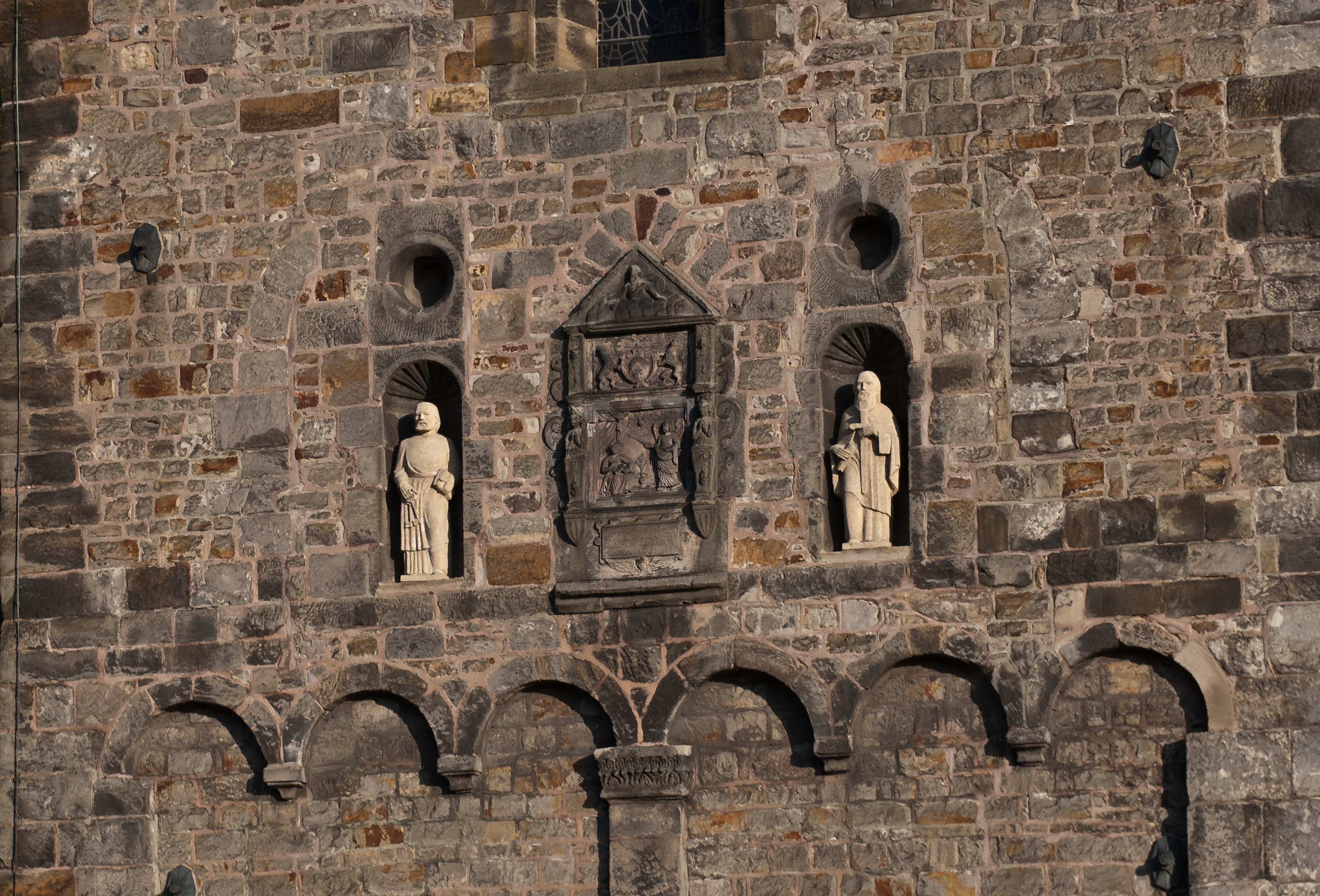
Detalle de la fachada oeste
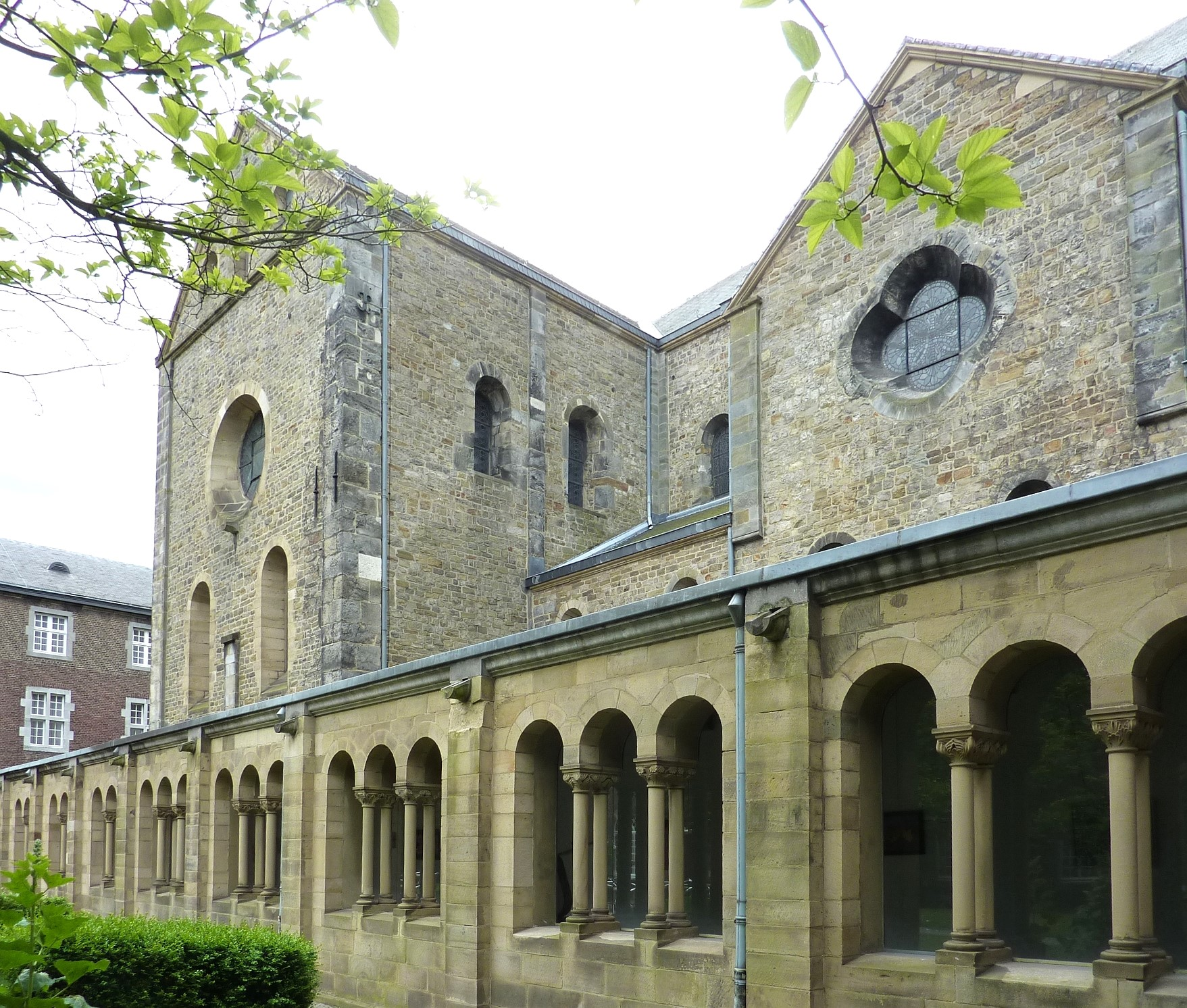
Claustro

##### Interior de la iglesia
Las naves laterales están separadas de la nave central por pesados pilares cuadrados. Al nivel del primer y tercer tramos de la nave central, las naves laterales se han ampliado en pseudotranseptos con bóvedas de cañón fajones. Lo que tiene de especial el interior es la riqueza y variación de la escultura de los capiteles y basas románicos. Las tres basas especiales descritas anteriormente están ubicados en la nave lateral sur. También hay muchas lápidas antiguas en la iglesia. Gran parte del mobiliario de la iglesia, incluidos los coloridos mosaicos del piso, las pinturas de las paredes y la bóveda y las vidrieras, datan de finales del siglo XIX y principios del XX.

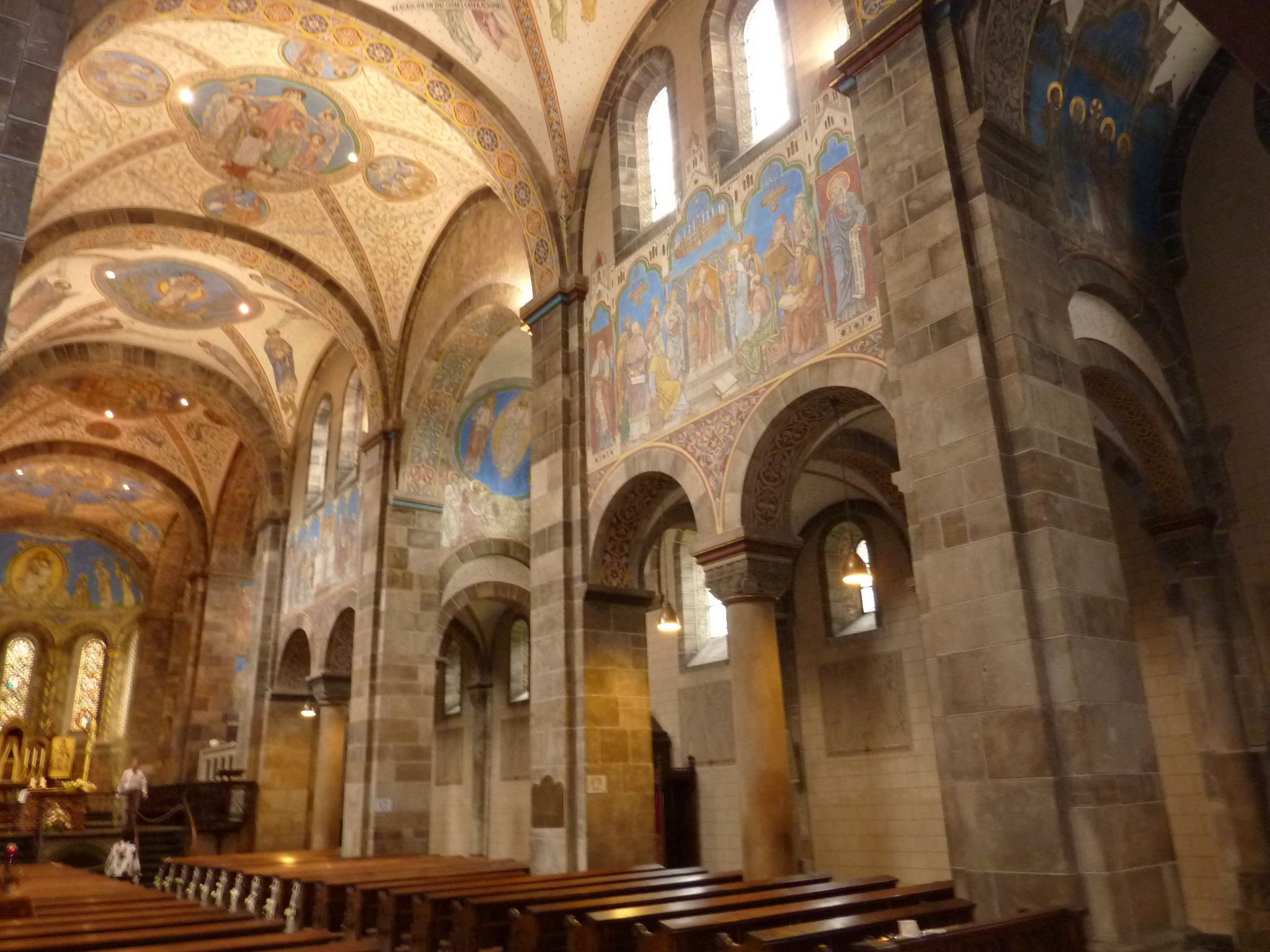
Interior al este
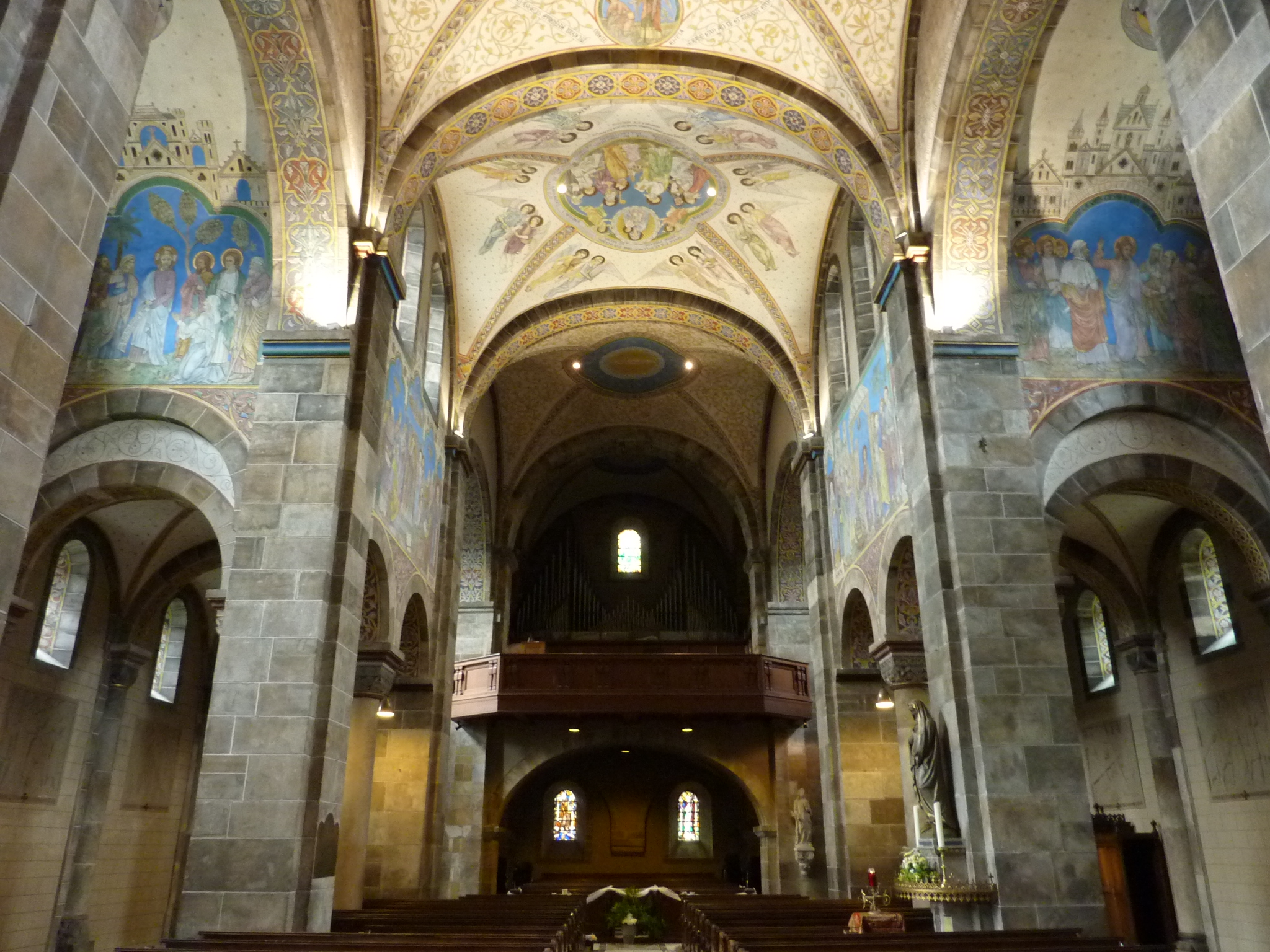
Interior al oeste
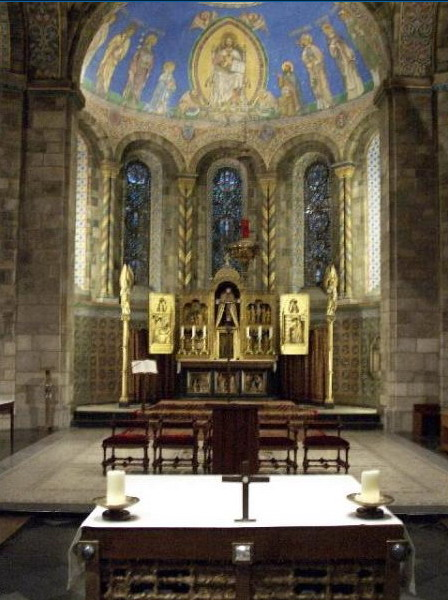
Coro neorrománico
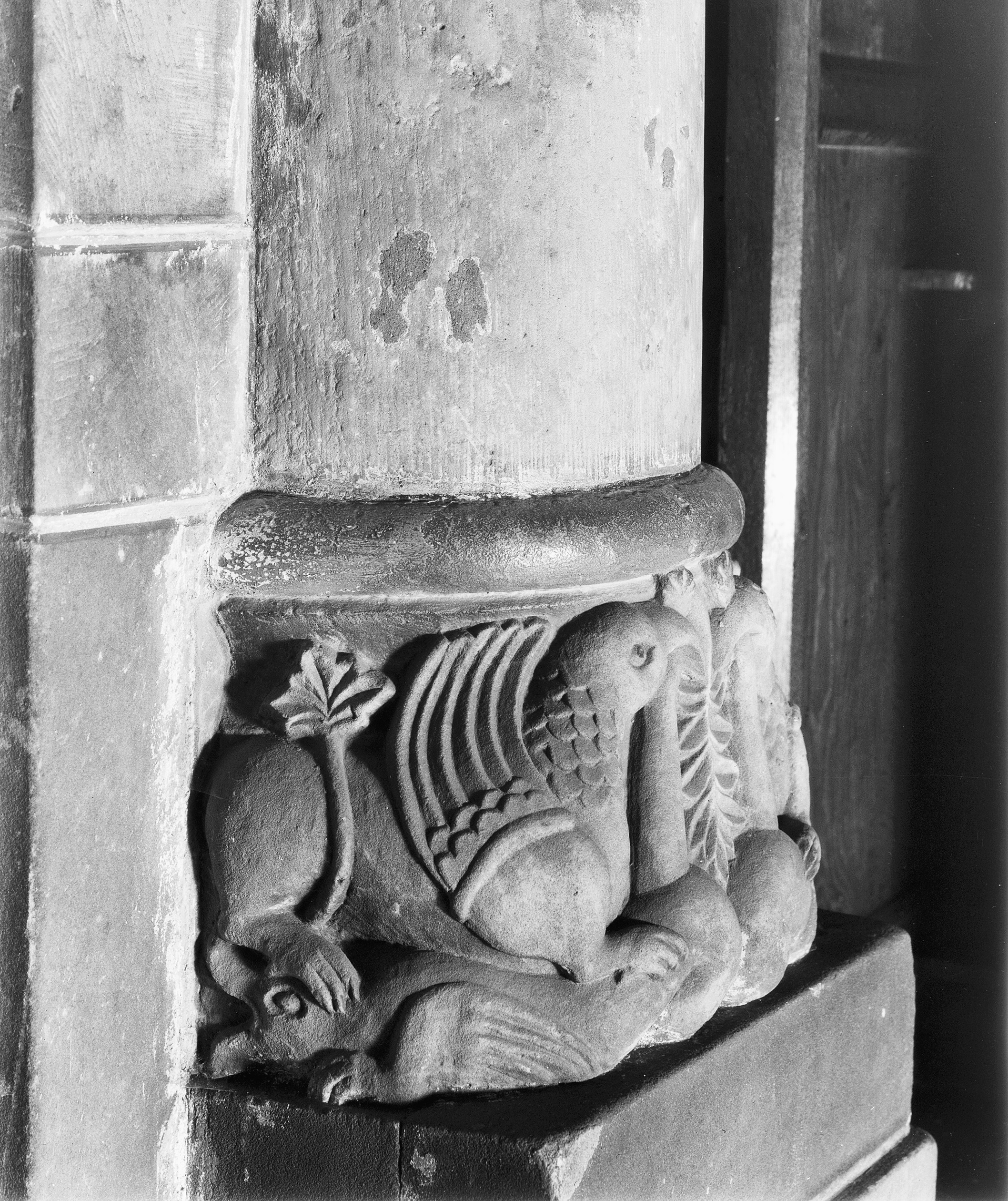
Basa en la nave lateral

##### Cripta  y monumentos funerarios

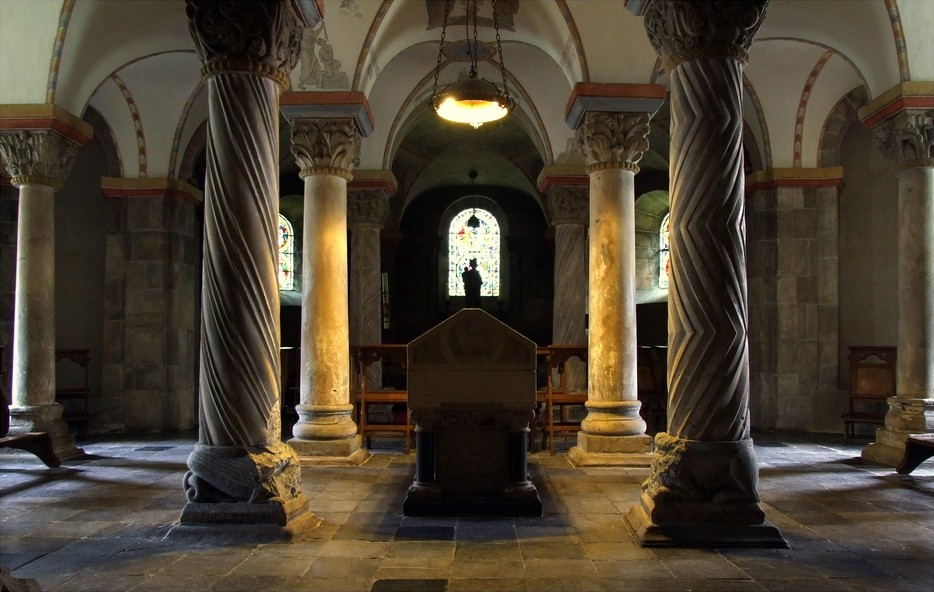
Cripta románica con el sarcófago de Ailbertus van Antoing

La cripta de la iglesia es famosa por sus capiteles esculpidos del siglo XII, considerados uno de los aspectos más destacados del arte mosano. Cuatro columnas tienen bases con forma de monstruosos animales. Los capiteles y las bases (en parte también los de la propia iglesia) se atribuyen al llamado taller Heimo, un taller de escultores de piedra de Maaslands con raíces en el norte de Italia. También son especiales las propias columnas románicas, a veces en espiral o decoradas con motivos en zigzag. La cripta alberga el sarcófago neorrománico del fundador de la abadía, Ailbertus van Antoing. También hay monumentos funerarios de abades en otras partes de la iglesia. No queda nada de las tumbas medievales de los duques de Limburgo. La lápida tallada de Waleran III de Limburgo data de 1715.

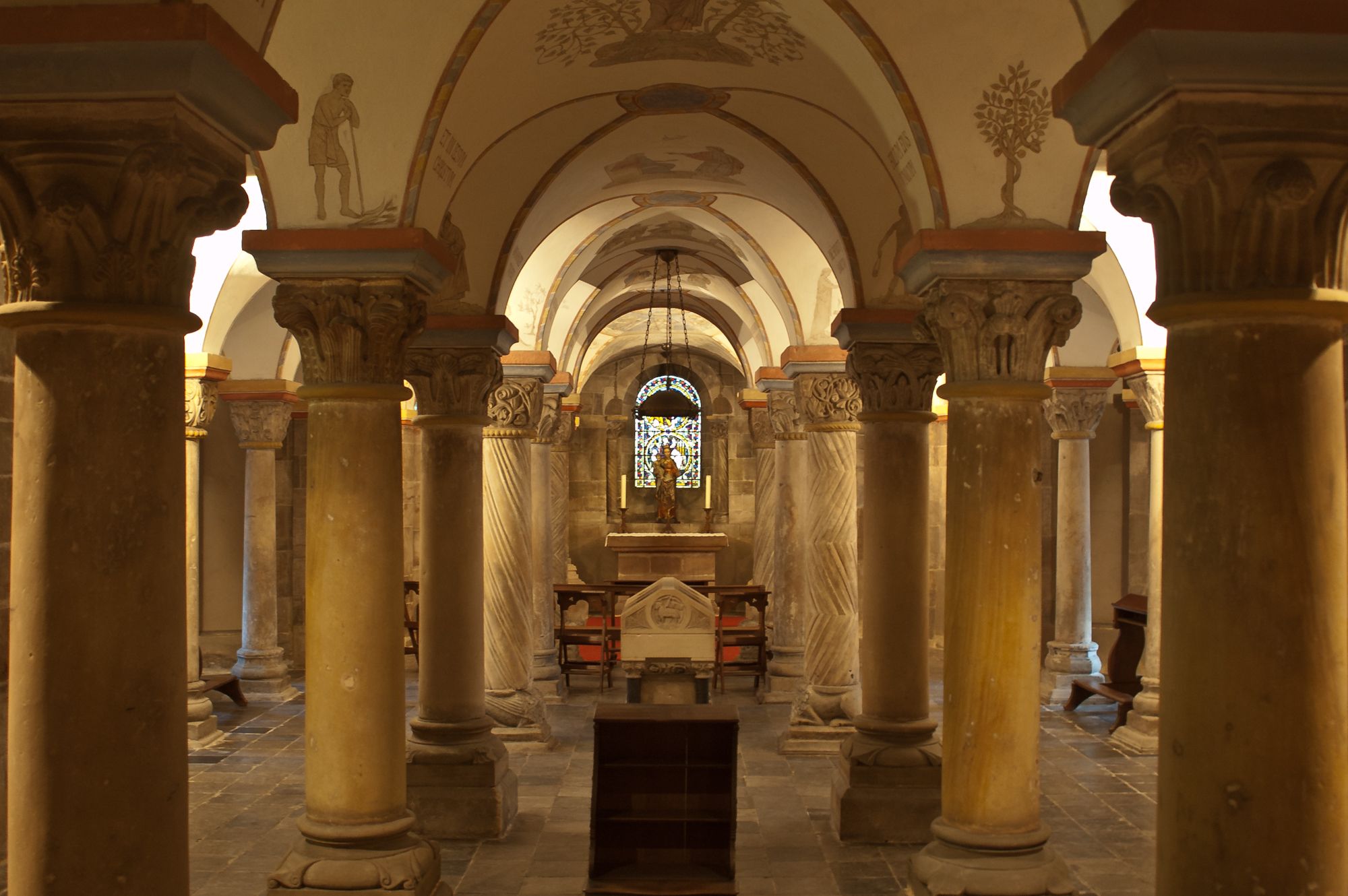
Vista general de la cripta
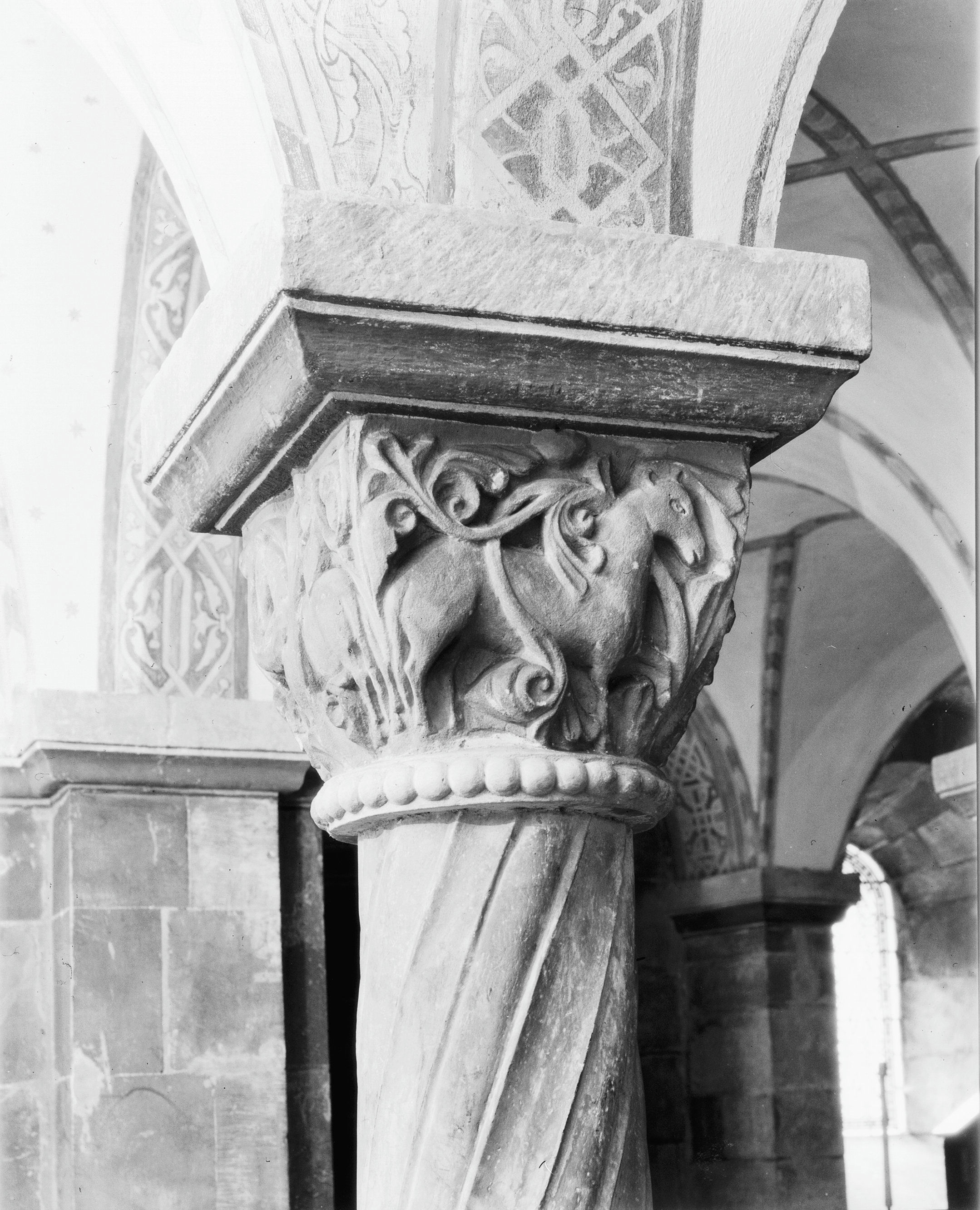
Capitel en la cripta
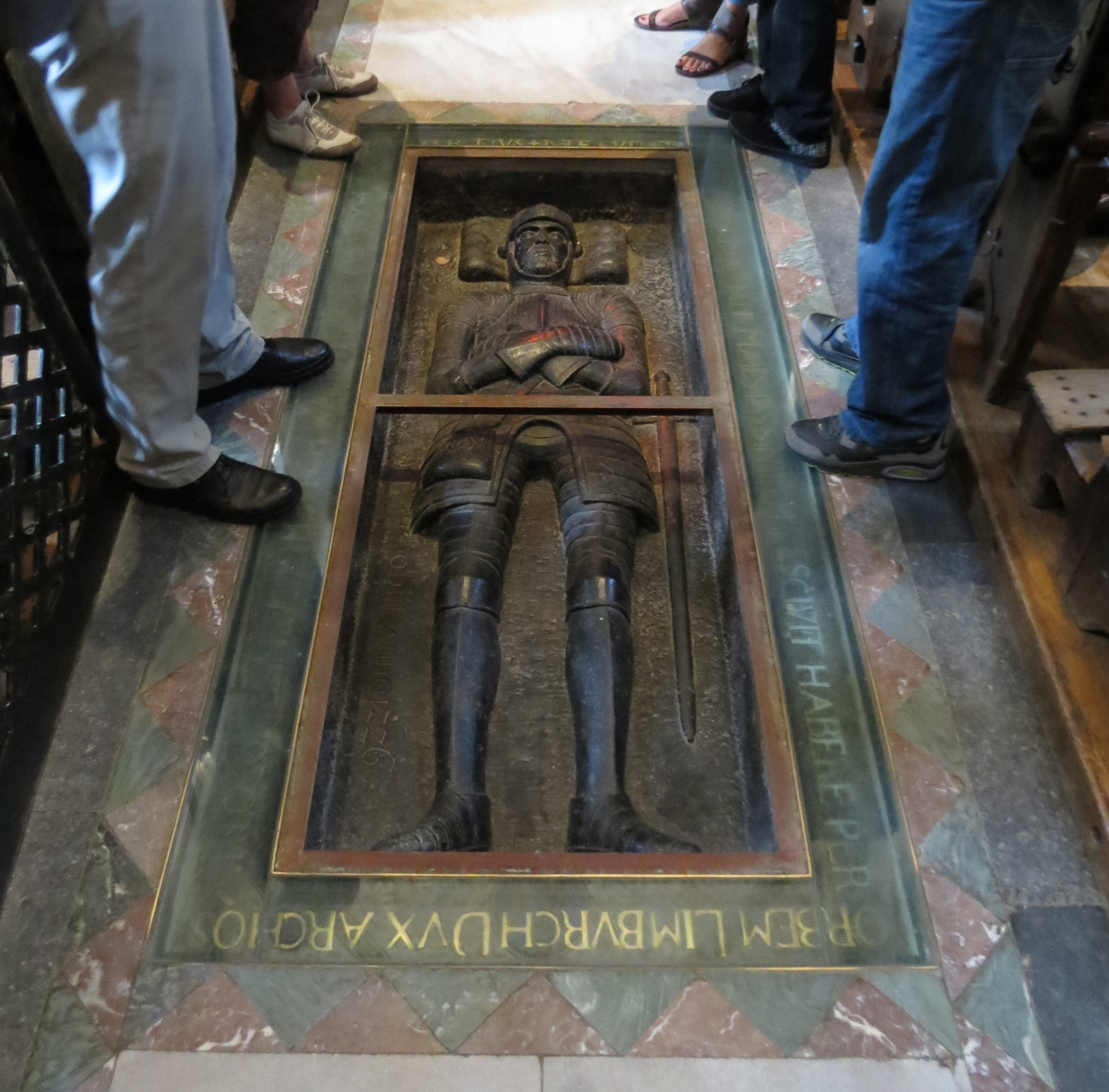
Monumento funerario de Waleran III de Limburgo
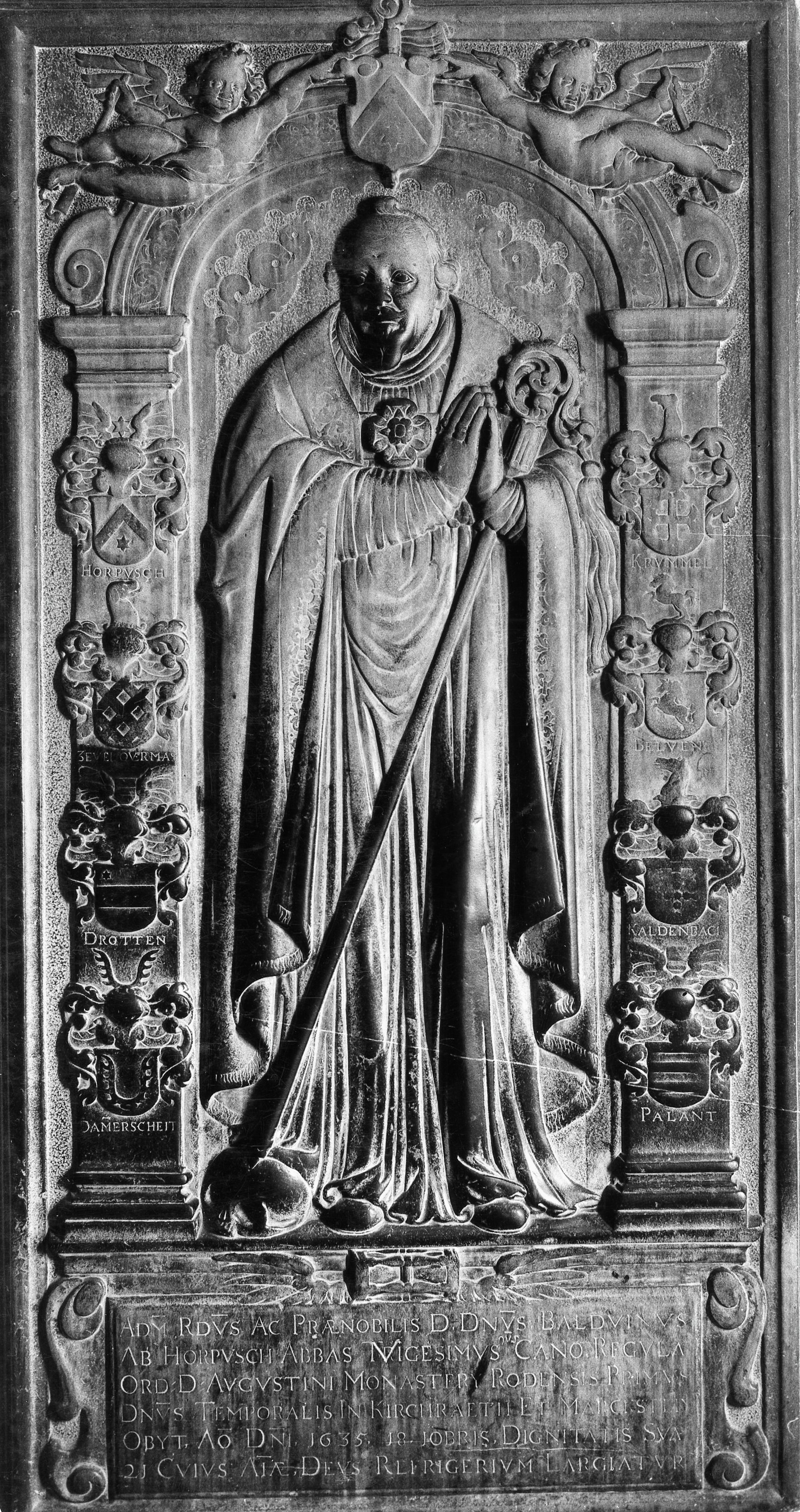
Lápida del abad Korpusch

##### Órgano
La mención más antigua de un órgano en la iglesia abacial de Rolduc data del año 1627, cuando un tal Schaede, un constructor de órganos alemán, instaló un órgano de dos manos. Este órgano fue modificado por Heiliger en 1750 y tuvo que dar paso a un nuevo órgano en 1834, construido por Korfmacher. Este último instrumento fue vendido en 1843 al seminario de Sint-Truiden, que sucedió al seminario de Rolduc en la diócesis de Lieja después de la Revolución belga. Los hermanos Müller de Reifferscheid instalaron en 1853 un nuevo órgano de dos teclados, que tuvo que dar paso al actual órgano de tres teclados en 1932, construido por Klais Orgelbau de Bonn. Este instrumento destaca por la ausencia de voces fundamentales y la abundancia de voces de relleno y lengüetas. En 1987, los hermanos Vermeulen de Weert instalaron en la iglesia un pequeño órgano coral de dos teclados. El órgano principal fue restaurado en 1996 por la misma empresa.

### Edificios de la abadía
Además de la iglesia abacial, el extenso complejo incluye un edificio abacial de estilo renacentista de Maasland (ala de los Abades y torre de agua, 1671), un ala abacial barroca del siglo XVIII (construida por el arquitecto de Aquisgrán Joseph Moretti), la gran granja del monasterio del siglo XVIII y otros edificios económicos (Johann Joseph Couven, quizás con otros, 1792-1794), y varios edificios de seminarios, en su mayoría del siglo XX (incluido el Aula Maior, un teatro de Jos Cuypers de 1936, el Aula Minor de 1938 y un ala de seminarios de Jan Stuyt de 1924).

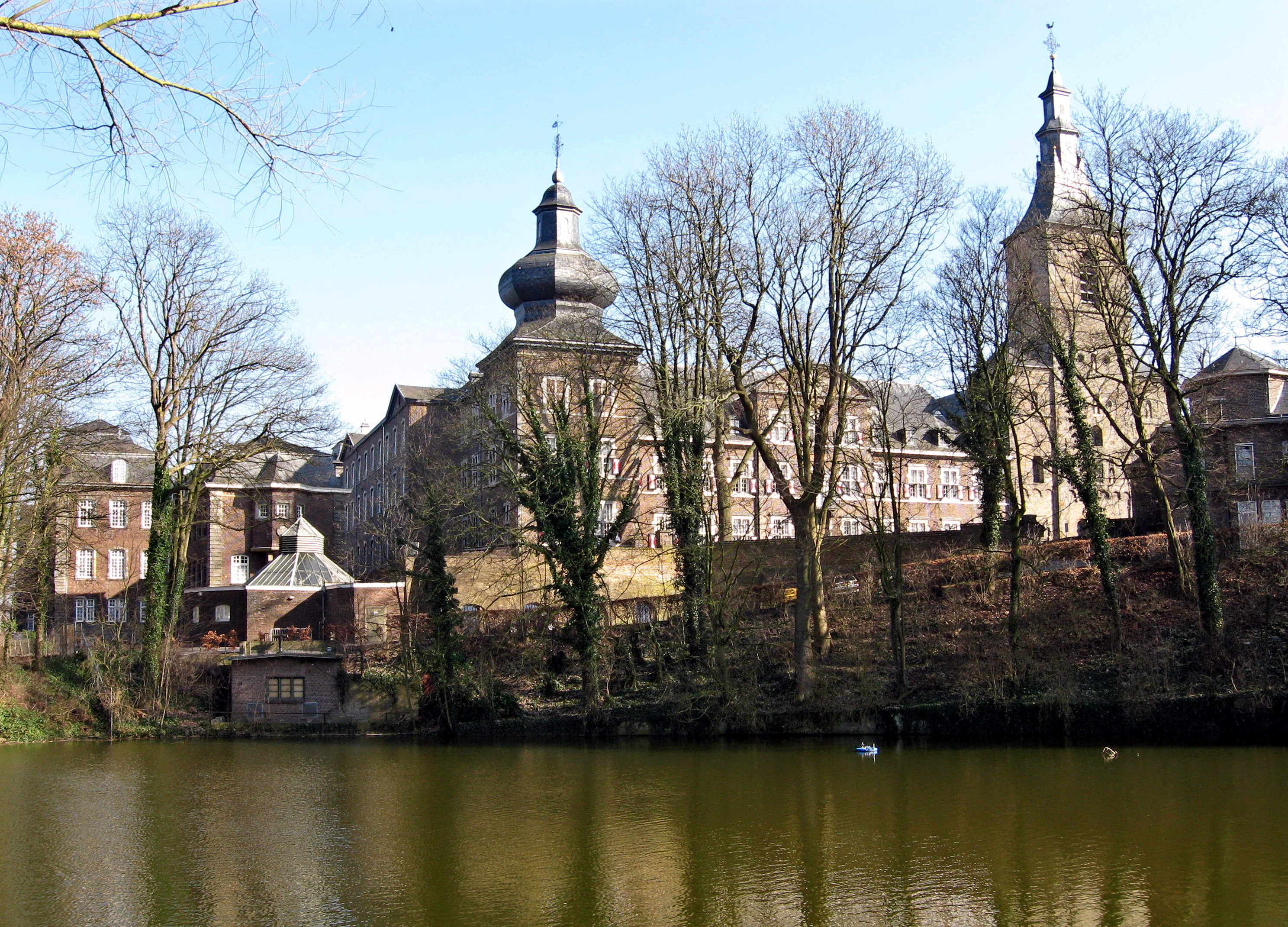
Descripción general del complejo del monasterio
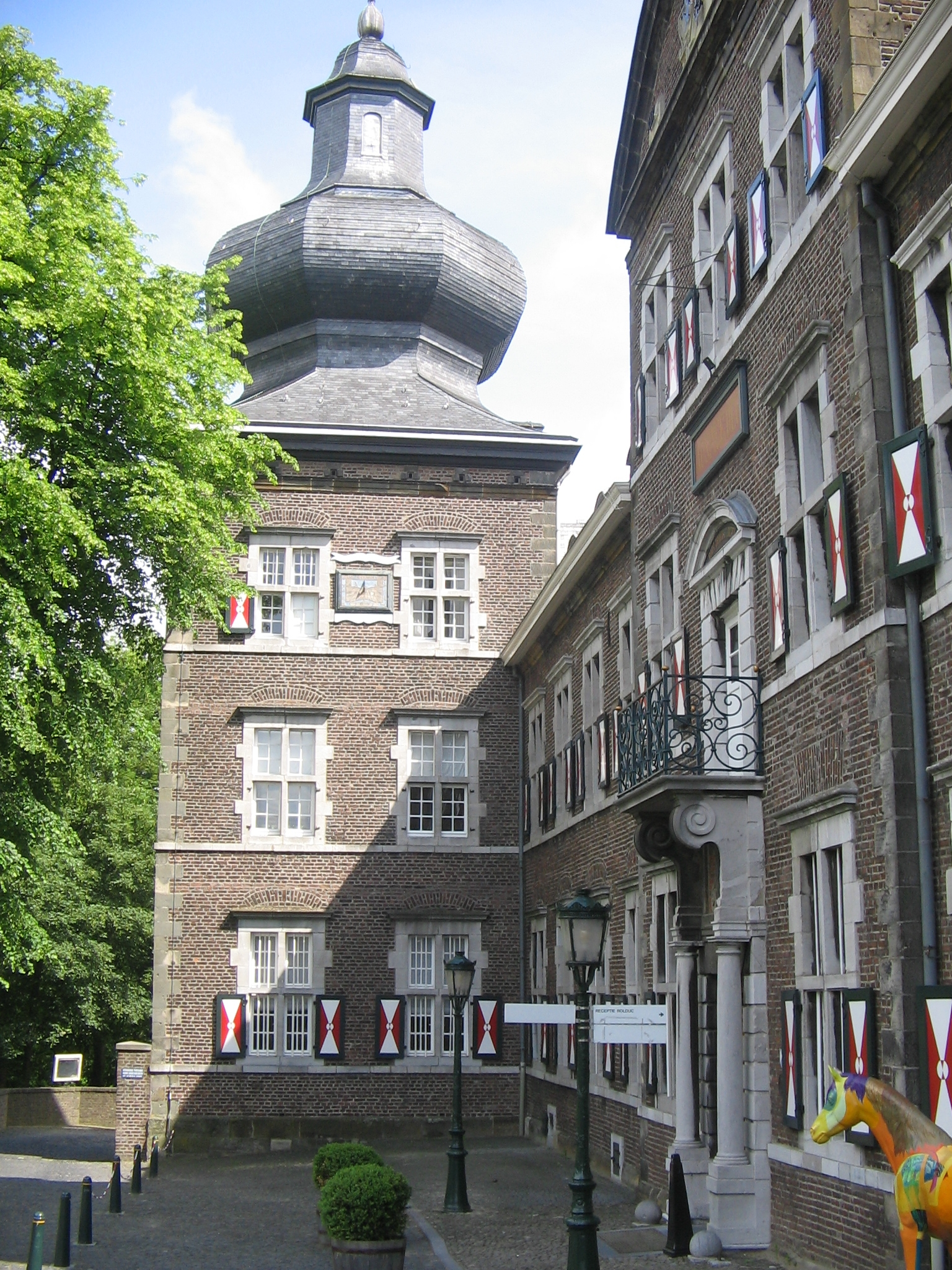
Torre de agua (siglo XVII)
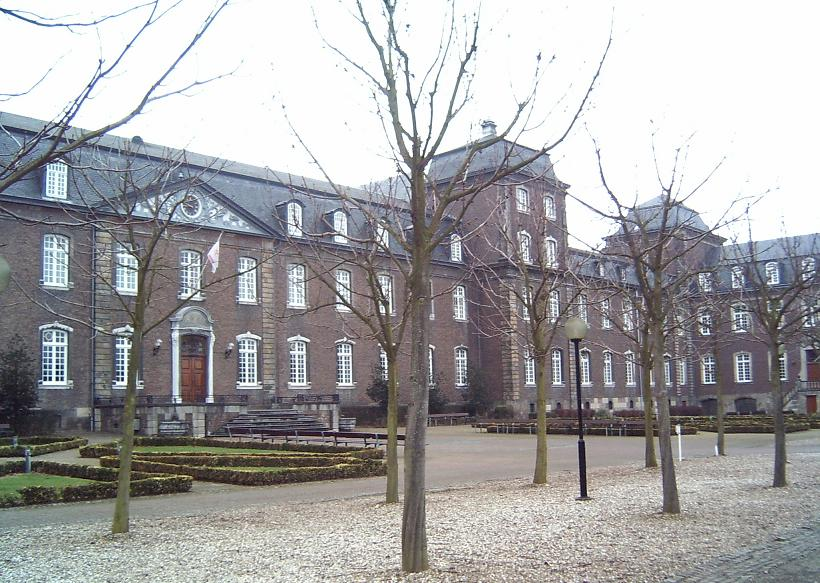
Ala Moretti, 1753
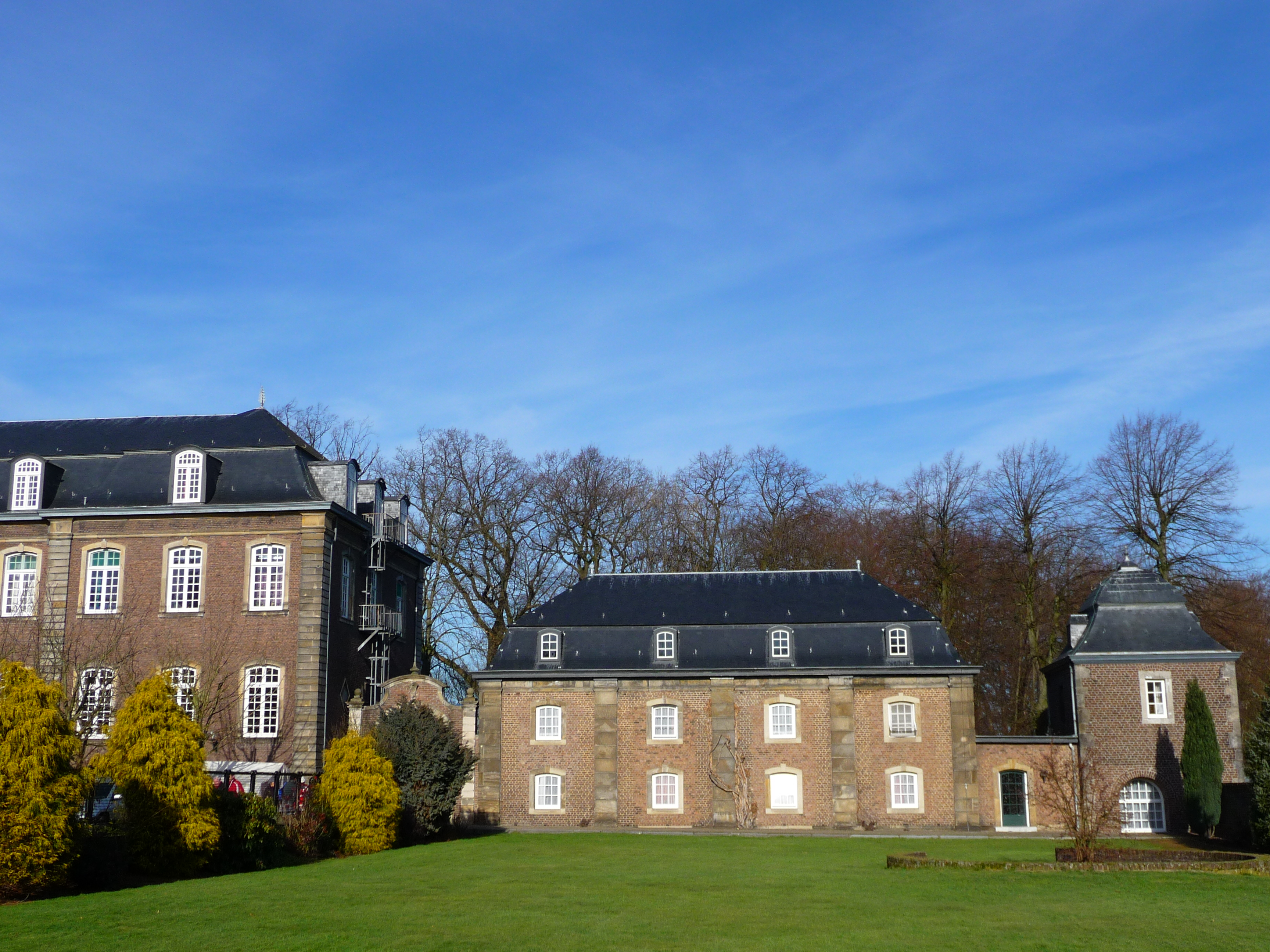
Edificios económicos

### Interior de la abadía
El complejo de la abadía tiene una planta más o menos en forma de E con varias dependencias adjuntas. El ala Fabritius (1754), en el lado este, está conectada por un claustro con el ala de los Abades del siglo XIX. En la cámara del Obispo hay un tríptico del gótico tardío sobre una repisa de chimenea barroca, la imagen central de la Lamentación de Cristo procedente del estudio de Jan van Steffeswer.

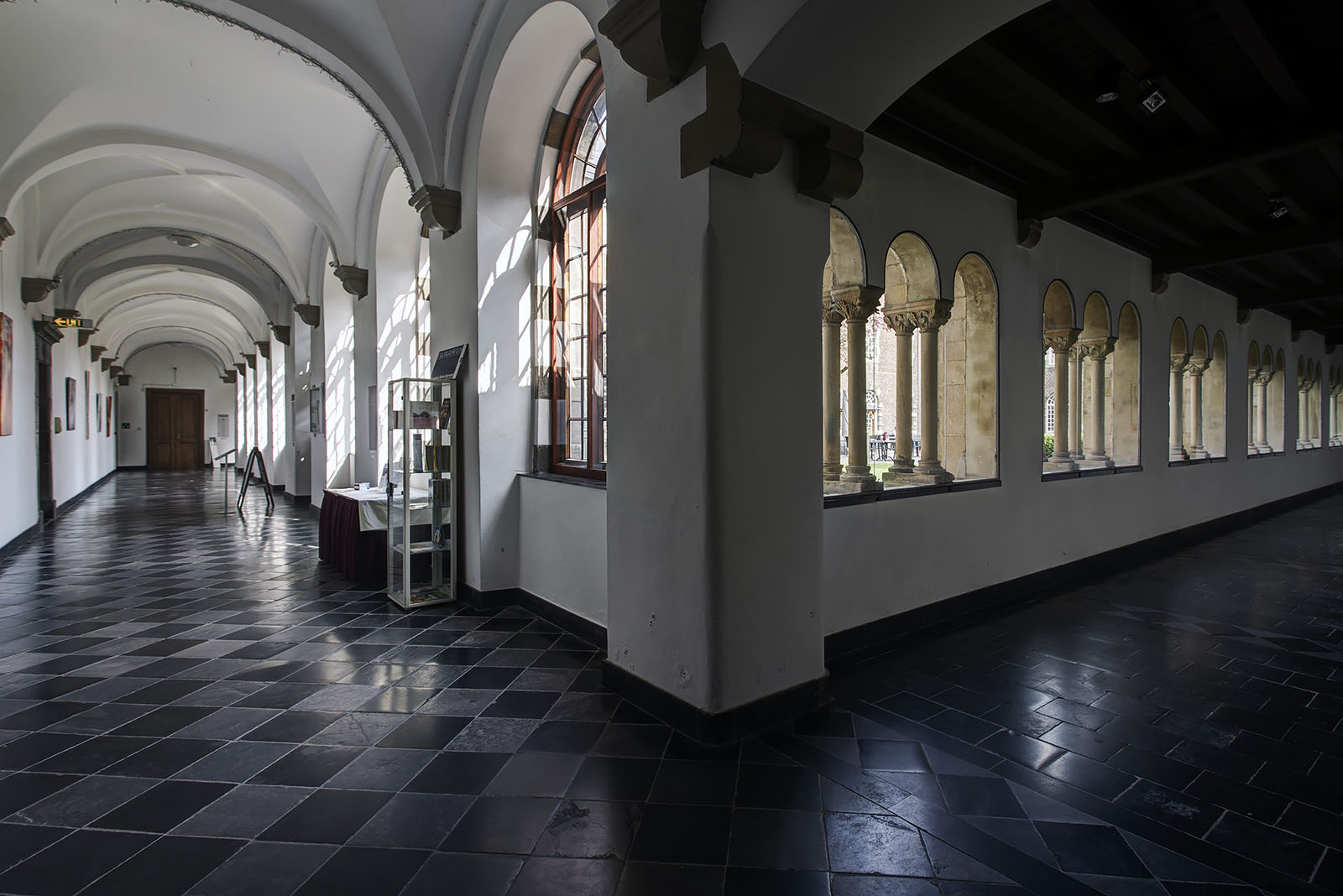
Claustro
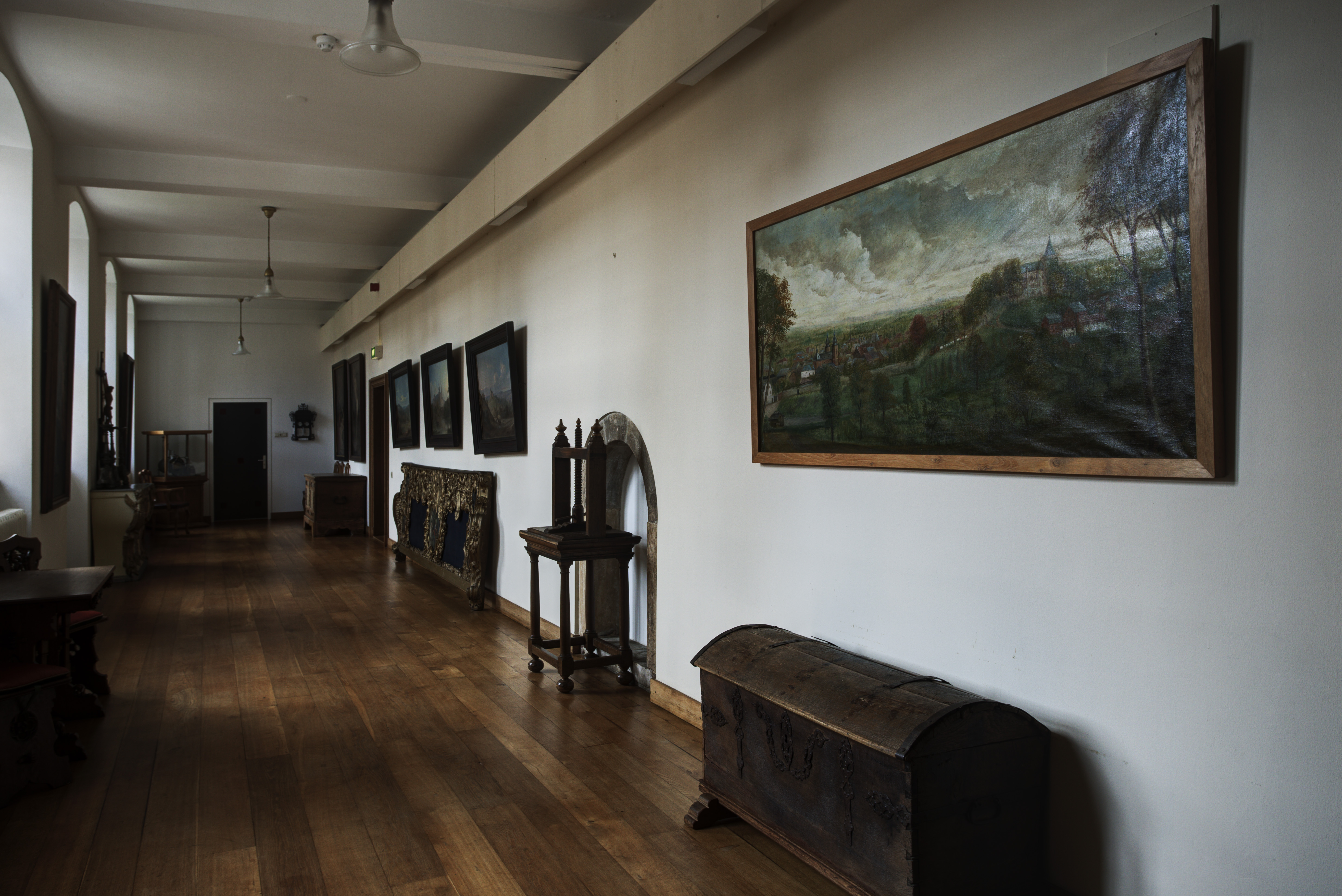
Pasillo
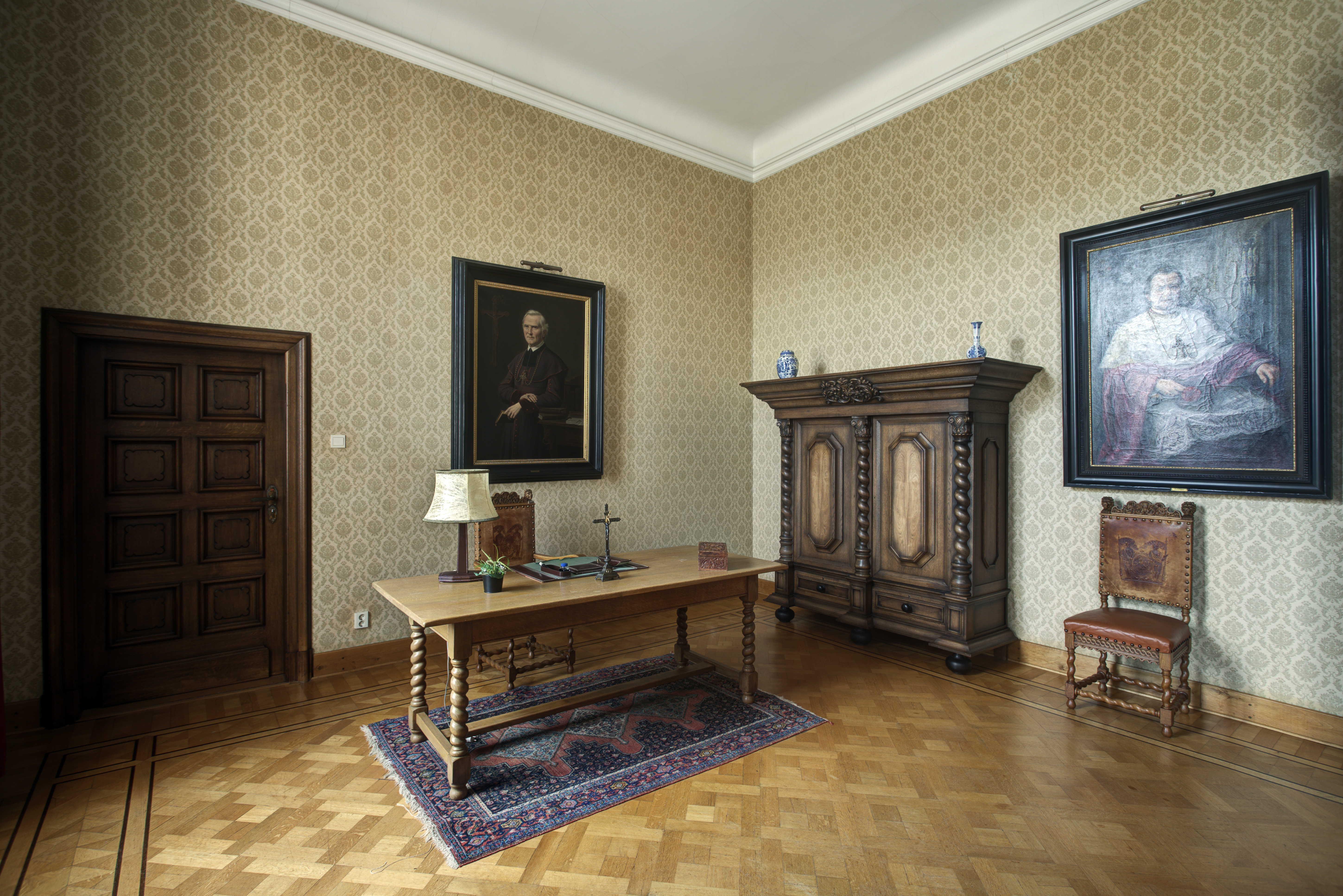
Cámara del Obispo
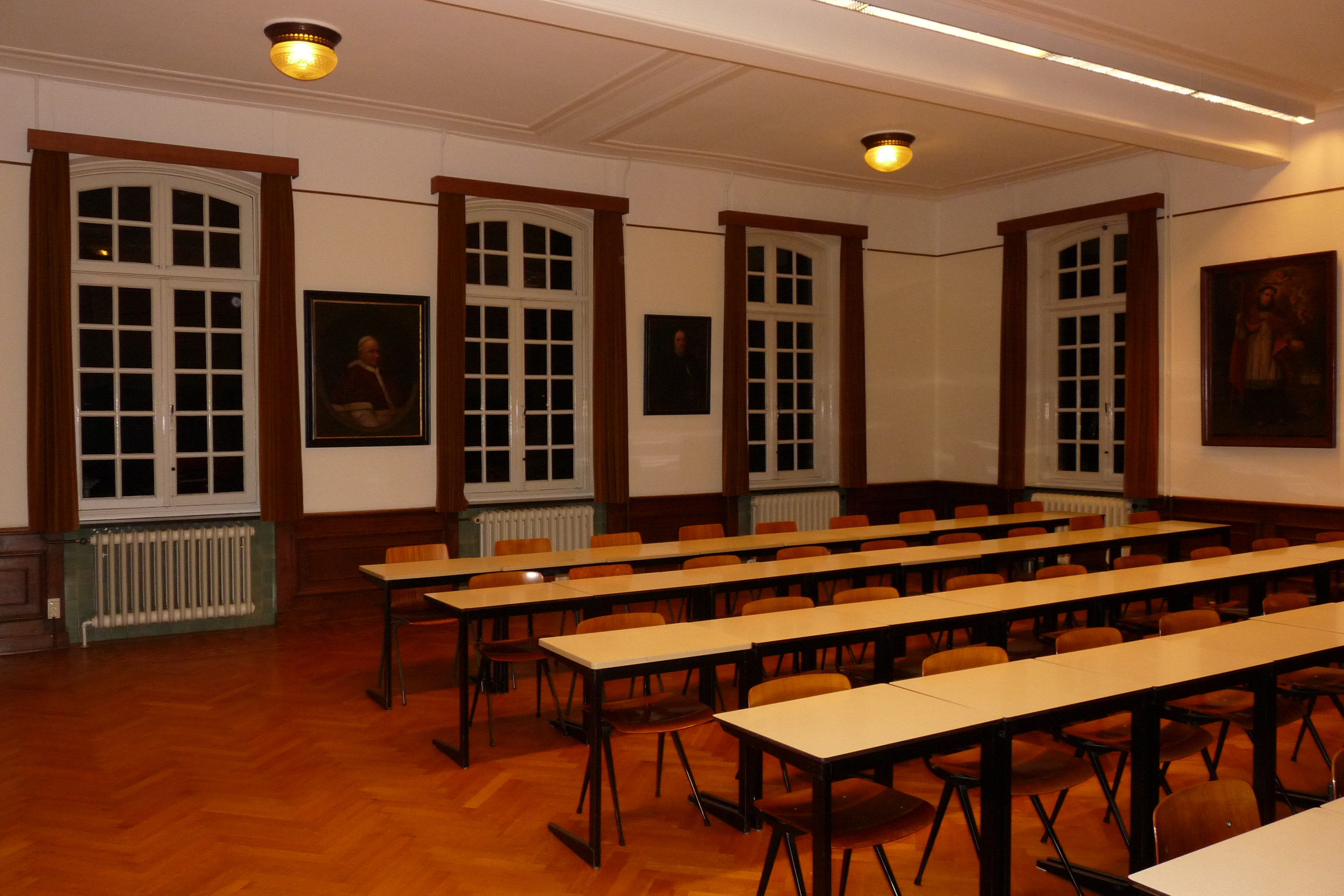
Aula

### Biblioteca
El ala llamada Moretti alberga la biblioteca rococó bellamente enlucida, diseñada por el arquitecto y estucador italo-alemán Joseph Moretti. La biblioteca se considera una de las raras expresiones del estilo rococó en los Países Bajos. La sala se utiliza, entre otras cosas, para conferencias y conciertos de música de cámara.

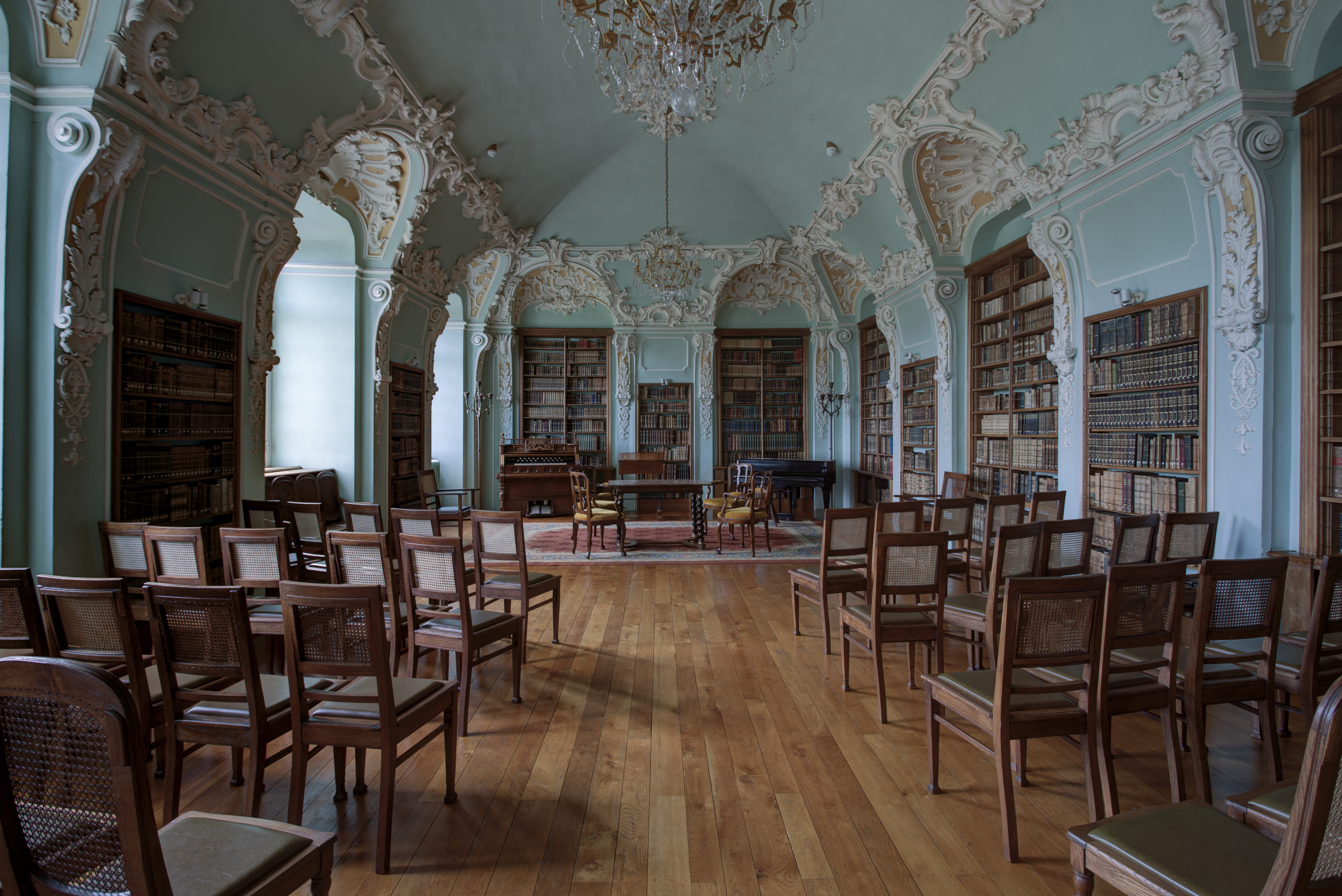
Vista general de la biblioteca
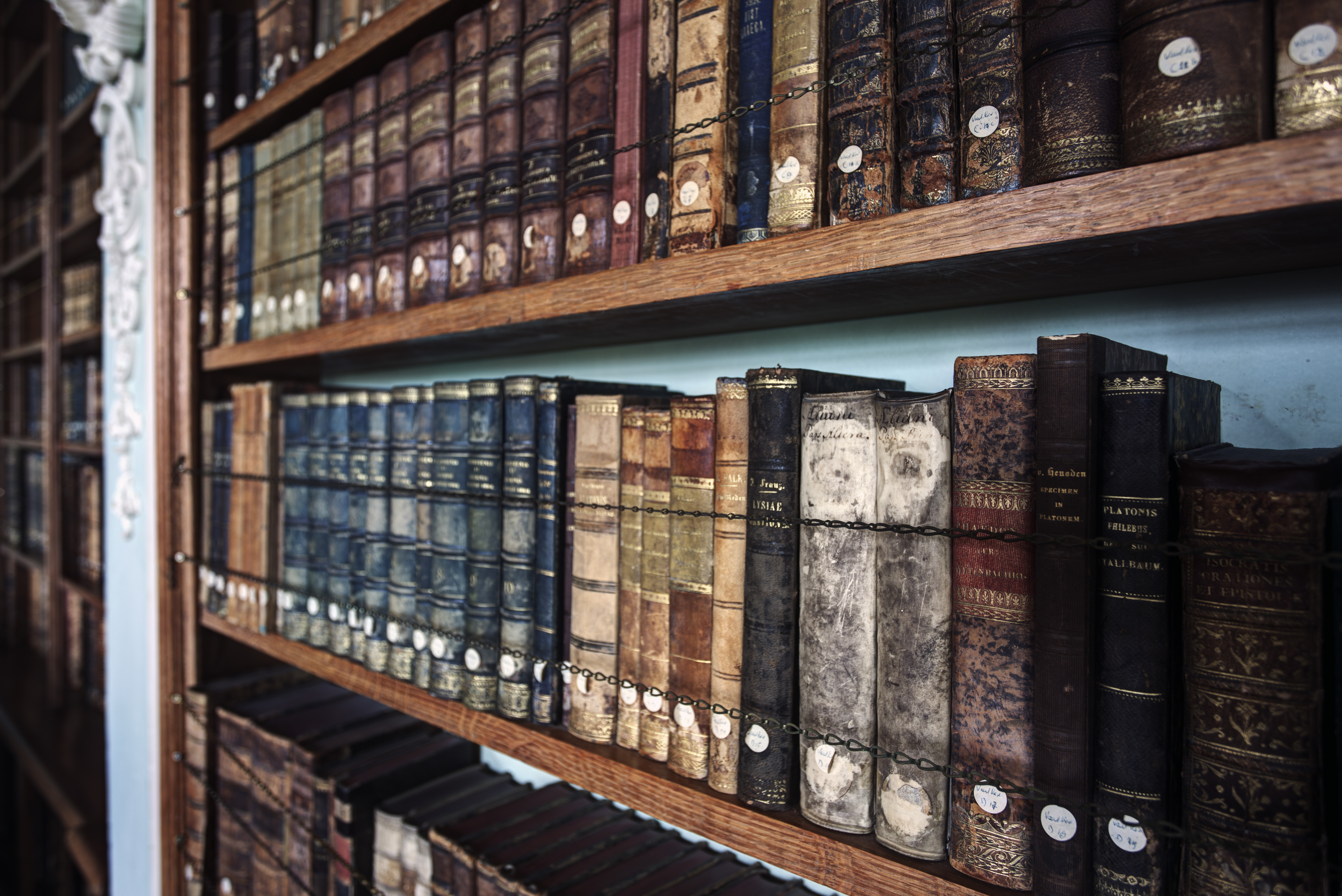
Detalle: libros antiguos
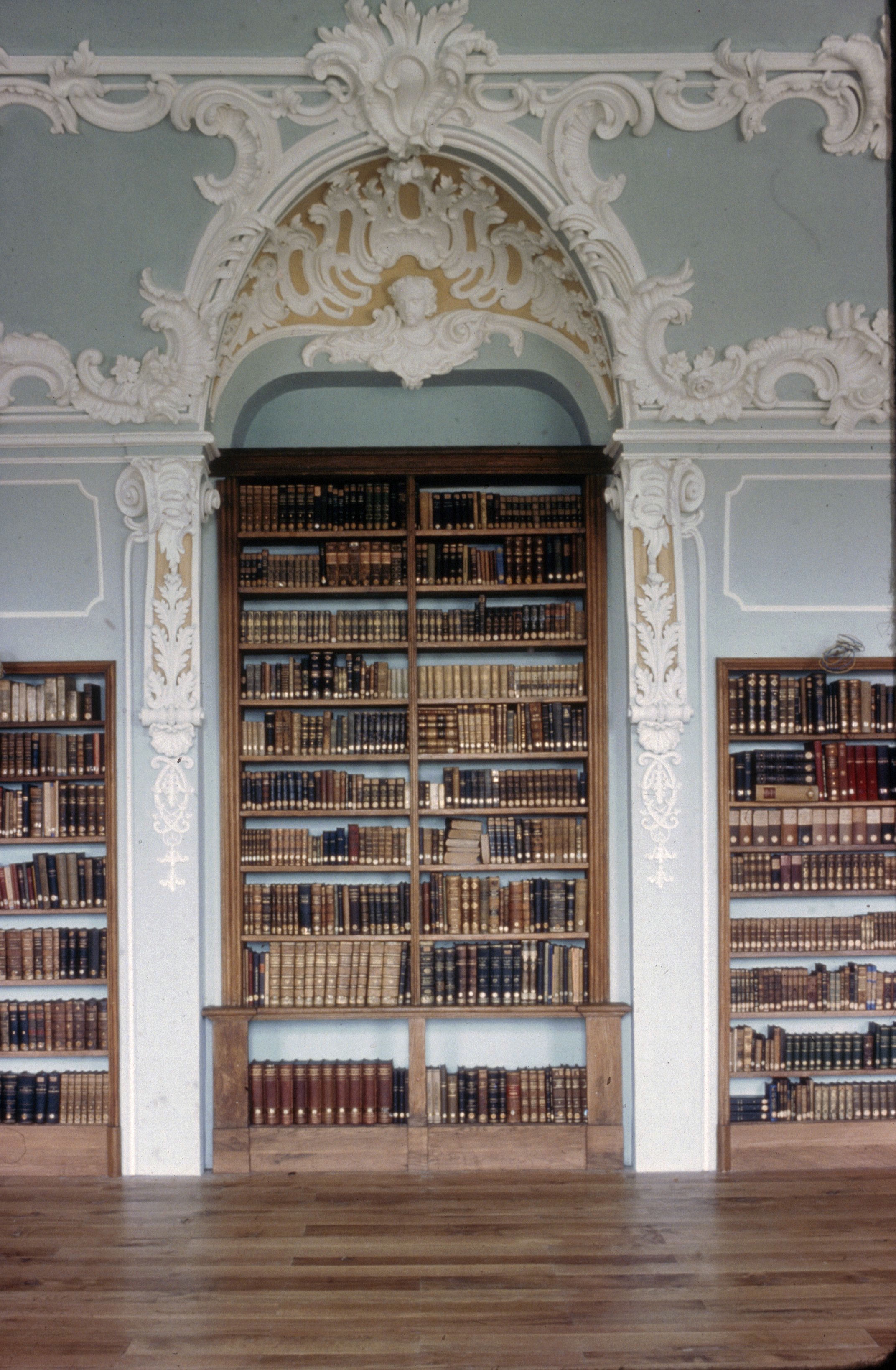
Detalle: estuco
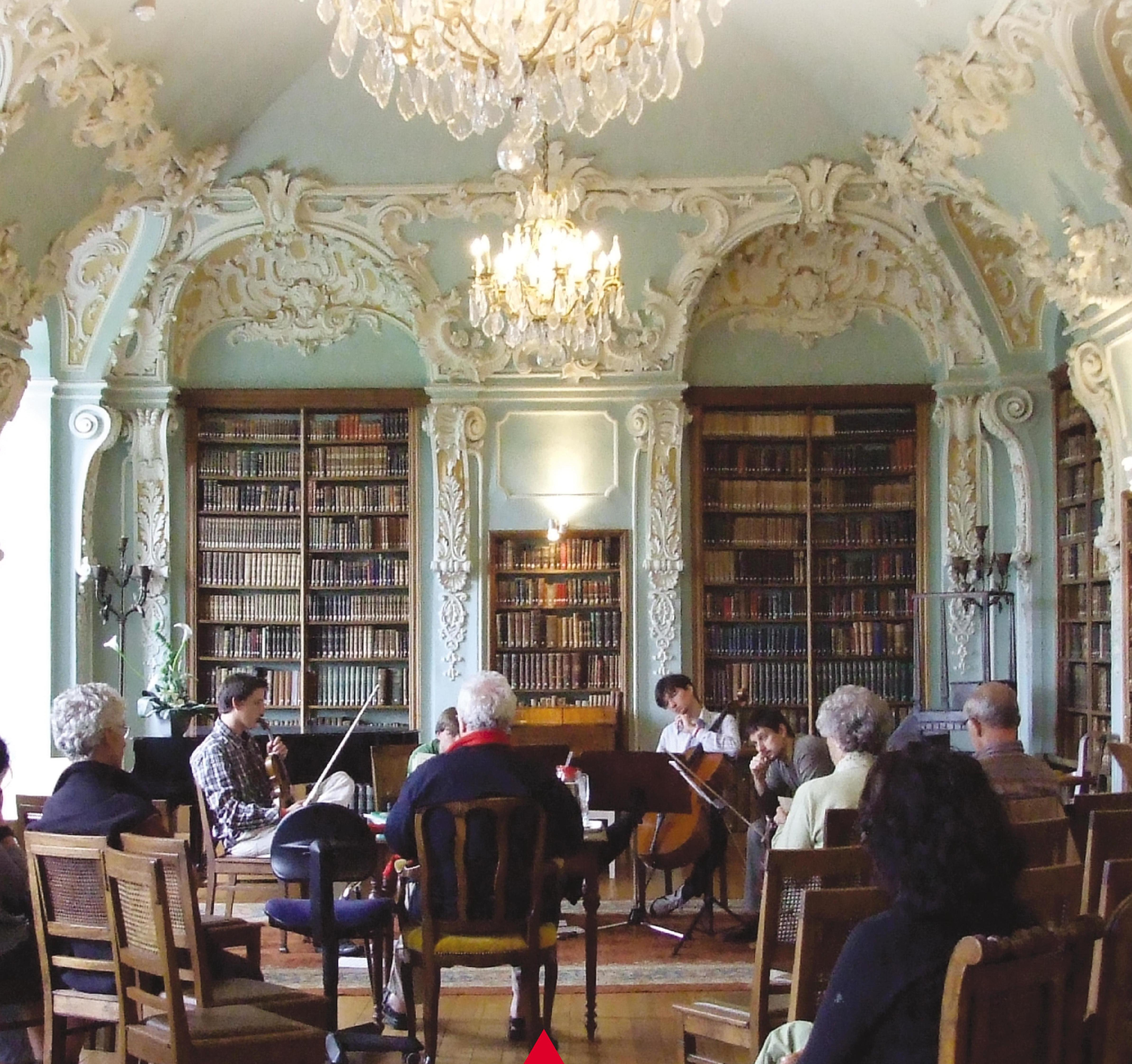
Concierto del Orlando Festival

### Jardín del monasterio, cementerio y entorno forestal
Rolduc está situado en una zona boscosa cerca del arroyo Wurm. En su propio terreno se encuentran el pandhof  (patio) (detrás de la iglesia abacial, con restos del claustro románico ), el jardín del monasterio (con dos cobertizos de jardín de alrededor de 1700) y el cementerio amurallado del monasterio (con una capilla del cementerio neogótica  con un grupo del calvario). En las inmediaciones hay un bosque con estanques, el valle del Vrouwezijp y algunas avenidas antiguas (entre ellas el Chemin d'Abbaye) que merece la pena mencionar.

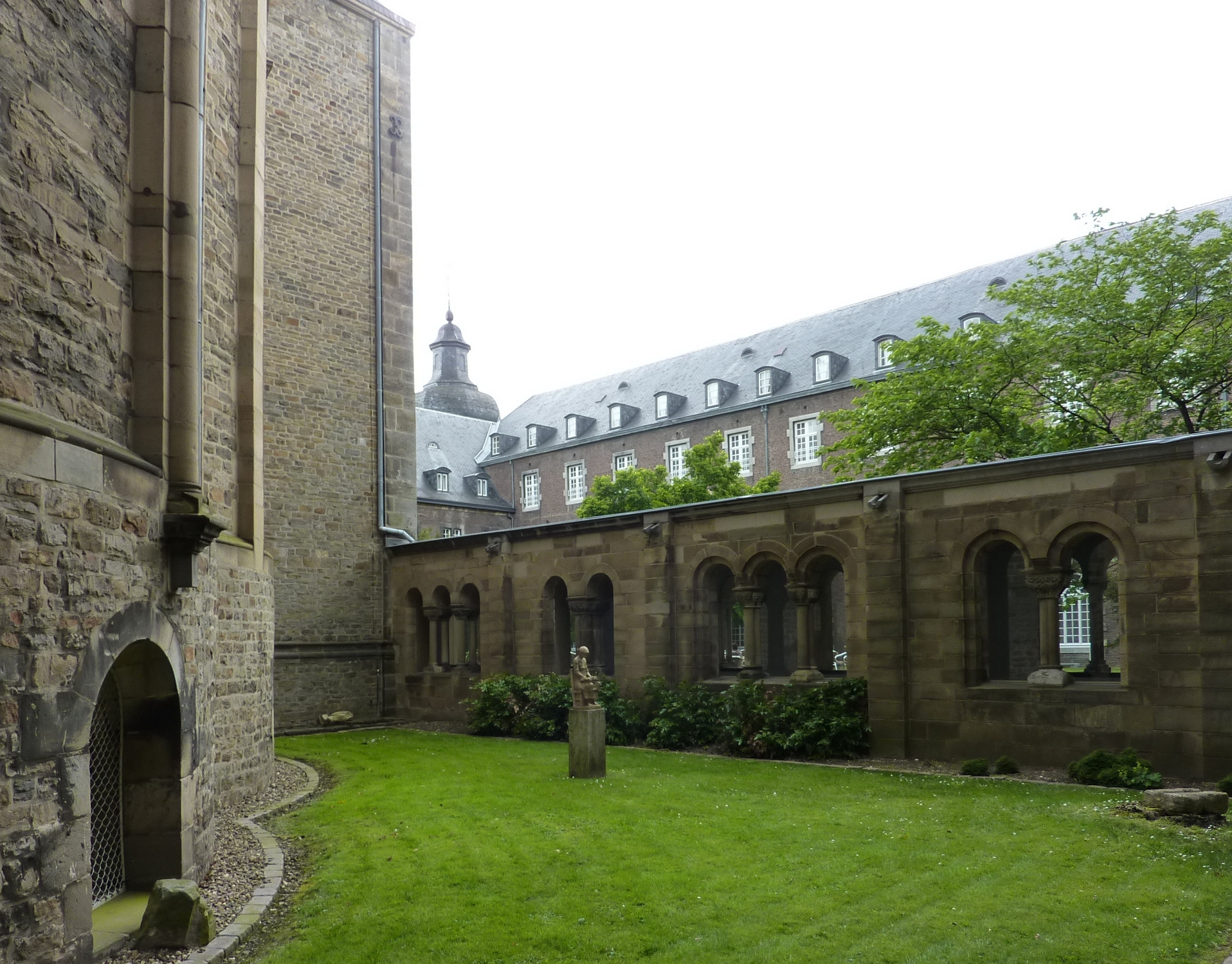
Pandhof
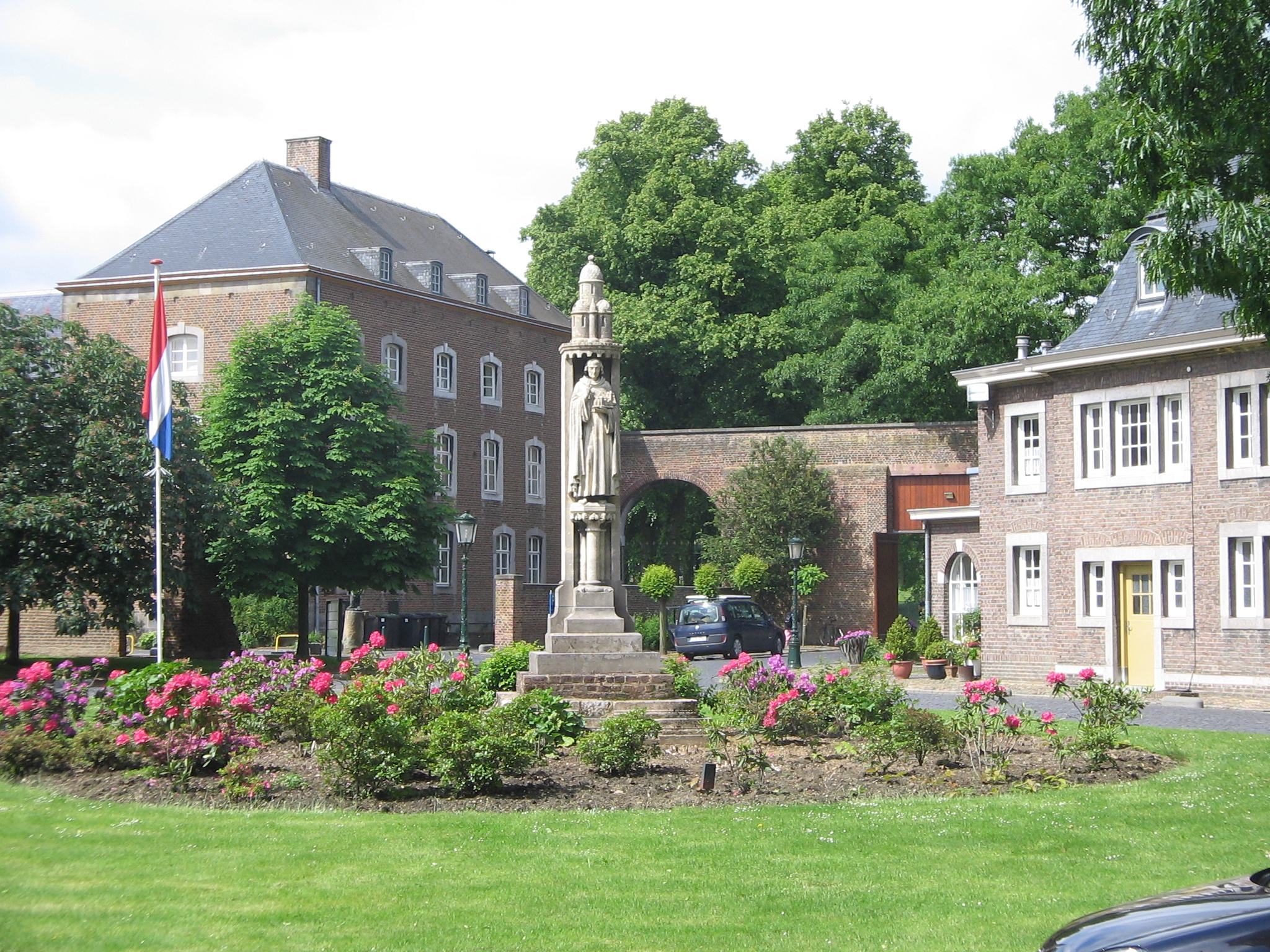
Jardín del monasterio
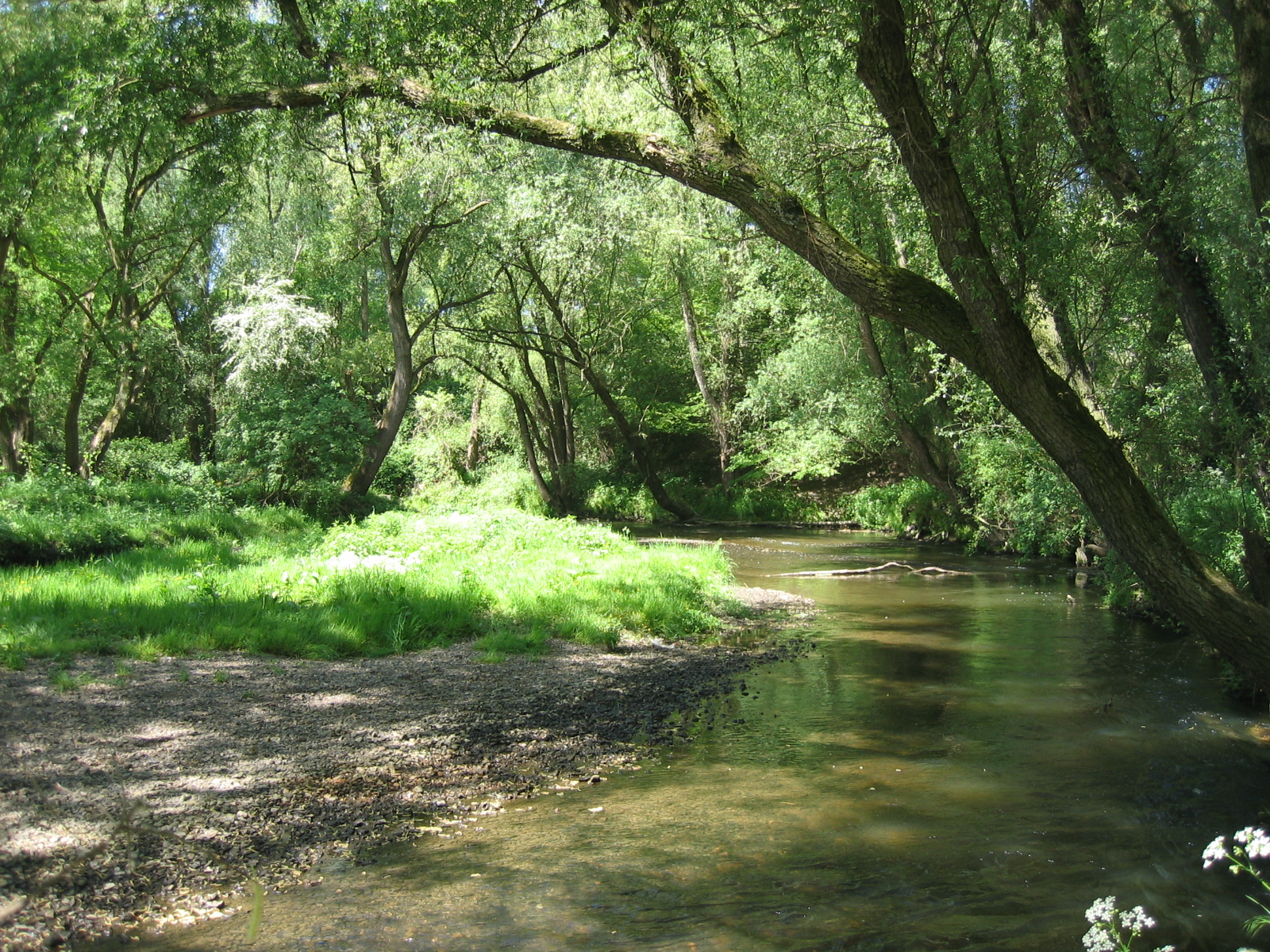
El arroyo Wurm cerca de Rolduc
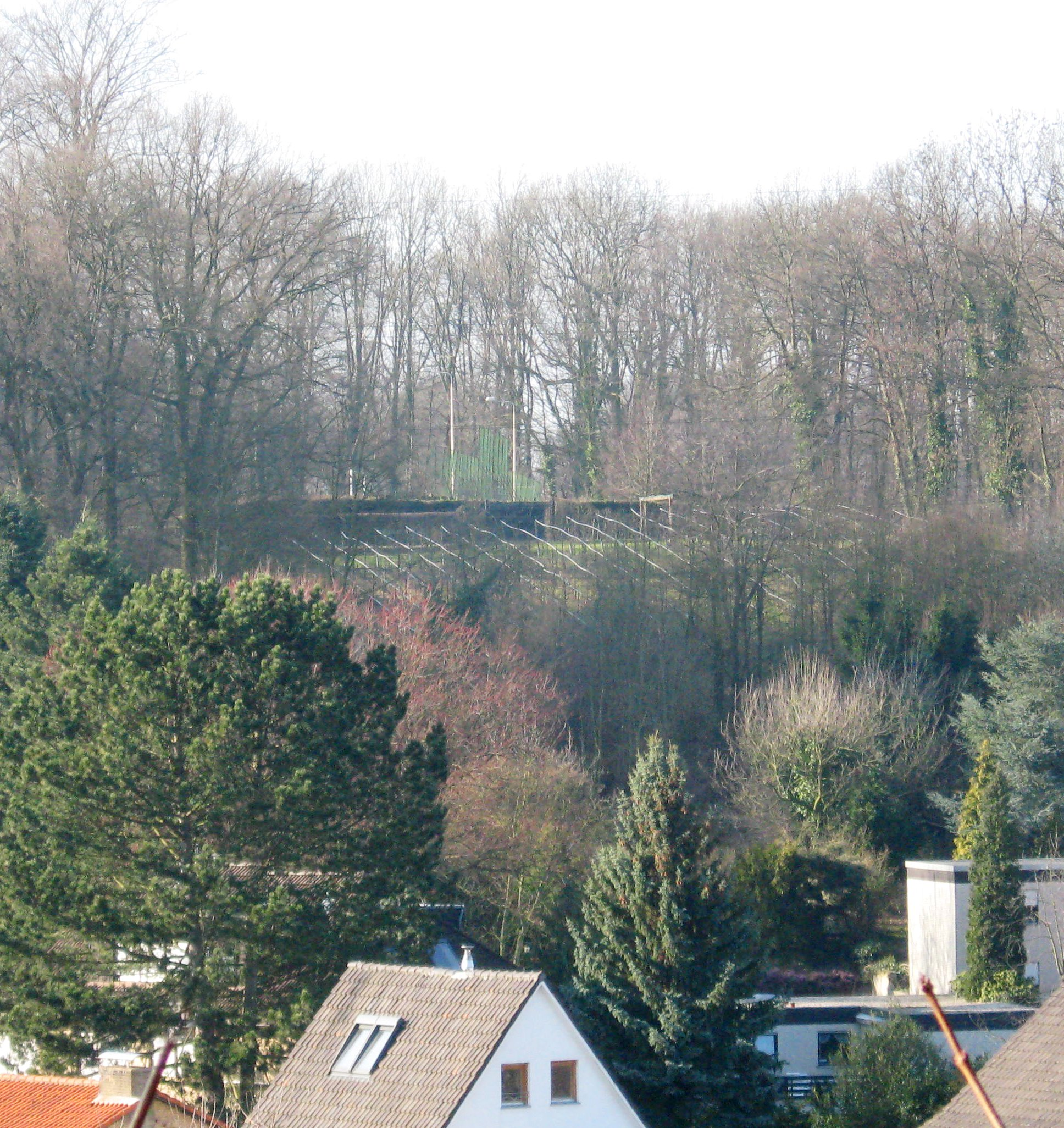
Bosques cerca Rolduc

## Cerveza de la abadía Rolduc
La cerveza Rolduc Abbey es elaborada por De Proefbrouwerij en Lochristi (Bélgica) desde 2002 en nombre de los operadores del sector de cáterin de Rolduc. Aunque la abadía ya tenía su propia fábrica de cerveza en 1146, esta cerveza de abadía, aparte del nombre, en realidad no tiene nada que ver con la abadía de Rolduc.

## Orlando Festival y WMC
La abadía desempeña un papel central en el festival internacional de música de cámara Orlando Festival. Aquí también se celebran conciertos durante el Concurso de Música Mundial (Wereld Muziek Concours) que se celebra cada cuatro años.